# الشتات الإيطالي
الشتات الإيطالي (بالإنجليزية: Italian Diaspora) هو الهجرة على نطاق واسع للإيطاليين من إيطاليا. حدثت موجتان اثنتان كبيرتان من الشتات الإيطالي في التاريخ الإيطالي. بدأ الشتات الأول حوالي عام 1880، بعد عقدين من توحيد إيطاليا، وانتهى في عشرينيات وأوائل أربعينيات القرن الماضي مع صعود إيطاليا الفاشية. كان الفقر هو السبب الرئيسي للهجرة، وتحديداً نقص الأراضي حيث أصبحت الملكية مقسمة على مدى أجيال. خاصة في جنوب إيطاليا، أين كانت الظروف قاسية. حتى ستينيات القرن التاسع عشر، كان معظم سكان إيطاليا عبارة عن مجتمع ريفي مع وجود العديد من البلدات والمدن الصغيرة مع غياب الصناعة الحديثة، لم تقنع ممارسات إدارة الأراضي خاصة في الجنوب والشمال الشرقي المزارعين بسهولة بالبقاء على الأرض والعمل في التربة.
كان هناك عامل آخر يتعلق بالاكتظاظ السكاني في جنوب إيطاليا نتيجة للتحسينات في الظروف الاجتماعية والاقتصادية بعد التوحيد. أدى ذلك إلى ازدهار ديموغرافي وأجبر الأجيال الجديدة على الهجرة بشكل جماعي في أواخر القرن التاسع عشر وأوائل القرن العشرين، معظمهم إلى الأمريكتين. أدت الهجرة الجديدة لرأس المال إلى خلق ملايين الوظائف غير الماهرة في جميع أنحاء العالم وكانت مسؤولة عن الهجرة الجماعية المتزامنة للإيطاليين الباحثين عن «العمل والخبز». بدأ الشتات الثاني بعد نهاية الحرب العالمية الثانية وانتهى تقريبًا في السبعينيات. بين عامي 1880 و 1980، غادر حوالي 15,000,000 إيطالي البلاد بشكل دائم. بحلول عام 1980، قُدِر أن حوالي 25,000,000 إيطالي يقيمون خارج إيطاليا. بين عامي 1861 و 1985، هاجر 29,036,000 إيطالي إلى بلدان أخرى. منهم 16.000.000 (55%) وصلوا قبل اندلاع الحرب العالمية الأولى. عاد حوالي 10,275,000 إلى إيطاليا (35%)، واستقر 18,761,000 بشكل دائم في الخارج (65%).
يُعتقد أن هناك موجة ثالثة تحدث بسبب المشكلات الاجتماعية والاقتصادية التي سببتها الأزمة المالية في أوائل القرن الحادي والعشرين، وخاصة بالنسبة للشباب. وفقًا للسجل العام للمقيمين الإيطاليين في الخارج، ارتفع عدد الإيطاليين في الخارج من 3,106,251 في عام 2006 إلى 4,636,647 في عام 2015، وبالتالي نما العدد بنسبة 49% في 10 سنوات فقط. هناك أكثر من 5 ملايين مواطن إيطالي يعيشون خارج إيطاليا، ويدعي حوالي 80 مليون شخص حول العالم أن لهم أصلا إيطاليا كاملا أو جزئيا.
حدثت أيضًا هجرة داخلية داخل الحدود الجغرافية الإيطالية، وكان أكبرها هجرة 4 ملايين من الإيطاليين الجنوبيين إلى شمال إيطاليا، بين خمسينيات وسبعينيات القرن العشرين. كانت الأسباب هي نفسها التي دفعت ملايين الإيطاليين للهجرة إلى الخارج.
كان هناك عامل آخر يتعلق بالاكتظاظ السكاني في جنوب إيطاليا نتيجة للتحسينات في الظروف الاجتماعية والاقتصادية بعد التوحيد. أدى ذلك إلى ازدهار ديموغرافي وأجبر الأجيال الجديدة على الهجرة بشكل جماعي في أواخر القرن التاسع عشر وأوائل القرن العشرين، معظمهم إلى الأمريكتين. أدت الهجرة الجديدة لرأس المال إلى خلق ملايين الوظائف غير الماهرة في جميع أنحاء العالم وكانت مسؤولة عن الهجرة الجماعية المتزامنة للإيطاليين الباحثين عن «العمل والخبز». بدأ الشتات الثاني بعد نهاية الحرب العالمية الثانية وانتهى تقريبًا في السبعينيات. بين عامي 1880 و 1980، غادر حوالي 15,000,000 إيطالي البلاد بشكل دائم. بحلول عام 1980، قُدِر أن حوالي 25,000,000 إيطالي يقيمون خارج إيطاليا. بين عامي 1861 و 1985، هاجر 29,036,000 إيطالي إلى بلدان أخرى. منهم 16.000.000 (55%) وصلوا قبل اندلاع الحرب العالمية الأولى. عاد حوالي 10,275,000 إلى إيطاليا (35%)، واستقر 18,761,000 بشكل دائم في الخارج (65%).
يُعتقد أن هناك موجة ثالثة تحدث بسبب المشكلات الاجتماعية والاقتصادية التي سببتها الأزمة المالية في أوائل القرن الحادي والعشرين، وخاصة بالنسبة للشباب. وفقًا للسجل العام للمقيمين الإيطاليين في الخارج، ارتفع عدد الإيطاليين في الخارج من 3,106,251 في عام 2006 إلى 4,636,647 في عام 2015، وبالتالي نما العدد بنسبة 49% في 10 سنوات فقط. هناك أكثر من 5 ملايين مواطن إيطالي يعيشون خارج إيطاليا، ويدعي حوالي 80 مليون شخص حول العالم أن لهم أصلا إيطاليا كاملا أو جزئيا.
حدثت أيضًا هجرة داخلية داخل الحدود الجغرافية الإيطالية، وكان أكبرها هجرة 4 ملايين من الإيطاليين الجنوبيين إلى شمال إيطاليا، بين خمسينيات وسبعينيات القرن العشرين. كانت الأسباب هي نفسها التي دفعت ملايين الإيطاليين للهجرة إلى الخارج.

## الخلفية: الهجرات الإيطالية القديمة

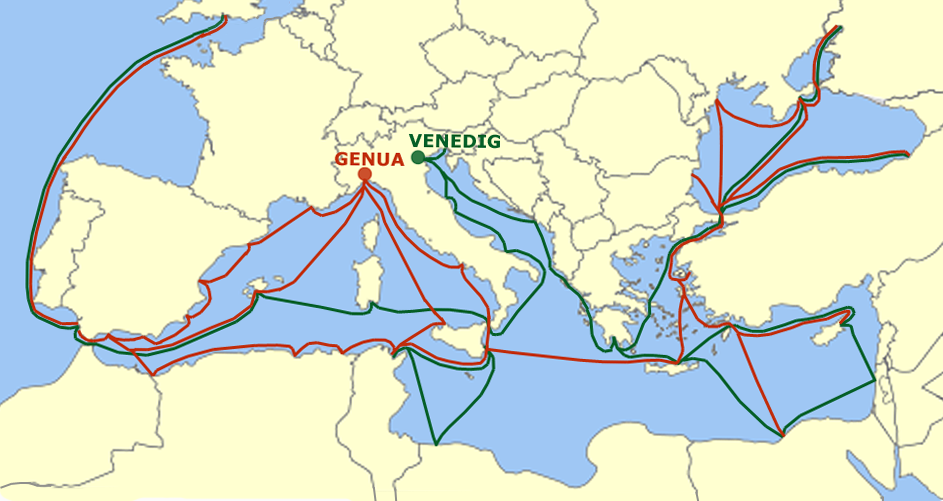
طرق التجارة ومستعمرات امبراطوريتي جنوة (بالأحمر) والبندقية (بالأخضر) خلال العصور الوسطى.

ينحدر الإيطاليون من بلاد الشام الذين يعيشون أساسا في تركيا، من مستعمري جنوة والبندقية في المشرق خلال العصور الوسطى. لدى الإيطاليين من بلاد الشام جذور حتى في الساحل الشرقي للبحر الأبيض المتوسط (بلاد الشام، ولا سيما في الوقت الحاضر لبنان وإسرائيل) منذ فترة الحروب الصليبية والإمبراطورية البيزنطية. جاءت مجموعة صغيرة من شبه جزيرة القرم ومستعمرات جنوة في البحر الأسود بعد سقوط القسطنطينية في 1453. غالبية الإيطاليين من بلاد الشام في تركيا الحديثة هم من نسل التجار والمستعمرين من الجمهوريات البحرية في البحر الأبيض المتوسط (مثل جمهورية البندقية، وجمهورية جنوة، وجمهورية بيزا، أو من سكان الدول الصليبية). هناك مجموعتان كبيرتان من الإيطاليين من بلاد الشام: واحدة في إسطنبول والأخرى في إزمير. في نهاية القرن التاسع عشر، كان هناك ما يقرب من 6000 مشرقي من جذور إيطالية في إزمير. أتوا بشكل رئيسي من جزيرة خيوس في جنوة. وصل المجتمع إلى أكثر من 15000 عضو خلال زمن أتاتورك، ولكن تقلص الآن إلى بضع مئات، حسب الكاتب الإيطالي الشامي جيوفاني سكوغناميلو.
الإيطاليون في لبنان (أو الإيطاليون اللبنانيون) هم جالية في لبنان. بين القرنين 12 و 15، كان لدى جمهورية جنوة الإيطالية بعض المستعمرات لجنوة في بيروت، طرابلس، وجبيل. في الآونة الأخيرة، جاء الإيطاليون في لبنان في مجموعات صغيرة خلال الحرب العالمية الأولى والحرب العالمية الثانية، في محاولة للهروب من الحروب في ذلك الوقت في أوروبا. كان بعض أوائل الإيطاليين الذين اختاروا لبنان كمكان للاستقرار والبحث عن ملجأ جنودًا إيطاليين من الحرب العثمانية الإيطالية من عام 1911 إلى عام 1912. اختار معظم الإيطاليين الاستقرار في بيروت بسبب نمط الحياة الأوروبي فيها. غادر قلة من الإيطاليين لبنان من أجل فرنسا بعد الاستقلال. تعتبر الجالية الإيطالية في لبنان صغيرة جدًا (حوالي 4300 شخص) وهي مندمجة في الغالب في المجتمع اللبناني الكاثوليكي. هناك اهتمام متزايد بالعلاقات الاقتصادية بين إيطاليا ولبنان (كما هو الحال مع "Vinifest 2011").

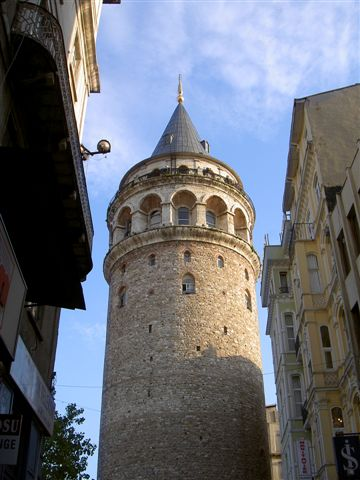
برج غلطة في اسطنبول، تركيا، الذي بني في عام 1348 من قبل جمهورية جنوة ومازال رمزا للإيطاليين الشاميين

ذُكِر الإيطاليين من أوديسا لأول مرة في وثائق القرن الثالث عشر، عندما وُضِع مرسى السفن التجارية في جنوة على أراضي مدينة أوديسا المستقبلية، وهي مدينة تقع في جنوب أوكرانيا على البحر الأسود، والتي كانت تسمى "Ginestra"، ربما نسبة لاسم نبات جنستاوات، وهو شائع جدًا في سهوب البحر الأسود. نما تدفق الإيطاليين إلى جنوب أوكرانيا بشكل خاص مع تأسيس أوديسا، الذي حدث في عام 1794. وقد سهل كل ذلك حقيقة أنه على رأس العاصمة التي تأسست حديثًا لحوض البحر الأسود، كان هناك جوزيبي دي ريباس وهو نابولي من أصل إسباني في المنصب حتى عام 1797. في عام 1797، كان هناك حوالي 800 إيطالي في أوديسا، أي ما يعادل 10% من إجمالي السكان: كانوا في الغالب تجار وبحارة من نابولي وجنوة وليفورنو، وانضم إليهم لاحقًا فنانون وفنيون وحرفيون وصيادلة ومعلمون. أرسلت ثورة عام 1917 أرسلت العديد منهم إلى إيطاليا، أو إلى مدن أخرى في أوروبا. في العهد السوفياتي، بقي بضع عشرات من الإيطاليين في أوديسا، ومعظمهم لم يعد يعرف لغتهم الخاصة. واندمجوا بمرور الوقت مع السكان المحليين، وفقدوا الدلالات العرقية للأصل.
يعتبر الإيطاليون من شبه جزيرة القرم أقلية عرقية صغيرة من المقيمين في شبه جزيرة القرم. وقد سكن الايطاليون بعض مناطق شبه جزيرة القرم منذ ذلك الوقت من جمهورية جنوة وجمهورية البندقية. في عام 1783، هاجر 25000 إيطالي إلى شبه جزيرة القرم، التي كانت ضَمُها حينها إلى الإمبراطورية الروسية. في عام 1830 وعام 1870، وصلت هجرتان مختلفتان إلى كرج من مدن تراني، بيشيليي، ومولفتا. كان هؤلاء المهاجرون فلاحين وبحارة، جذبتهم فرص العمل في موانئ القرم المحلية وإمكانية زراعة أراضي القرم الخصبة وغير المستغلة تقريبًا. بعد ثورة أكتوبر 1917، اعتُبر العديد من الإيطاليين أجانب وكان يُنظر إليهم على أنهم أعداء. لذلك واجهوا الكثير من القمع. بين عامي 1936 و 1938، خلال التطهير الكبير الذي قام به جوزيف ستالين، اتُهم العديد من الإيطاليين بالتجسس وقُبِض عليهم أو تعذيبهم أو ترحيلهم أو إعدامهم. سُمح لعدد قليل من الناجين بالعودة إلى كيرتش تحت وصاية نيكيتا خروتشوف. تشتتت بعض العائلات في مناطق أخرى من الاتحاد السوفيتي، وخاصة في كازاخستان وأوزبكستان. يبلغ عدد أحفاد الإيطاليين في شبه جزيرة القرم اليوم 3000 شخص، يقيمون بشكل رئيسي في كيرتش.

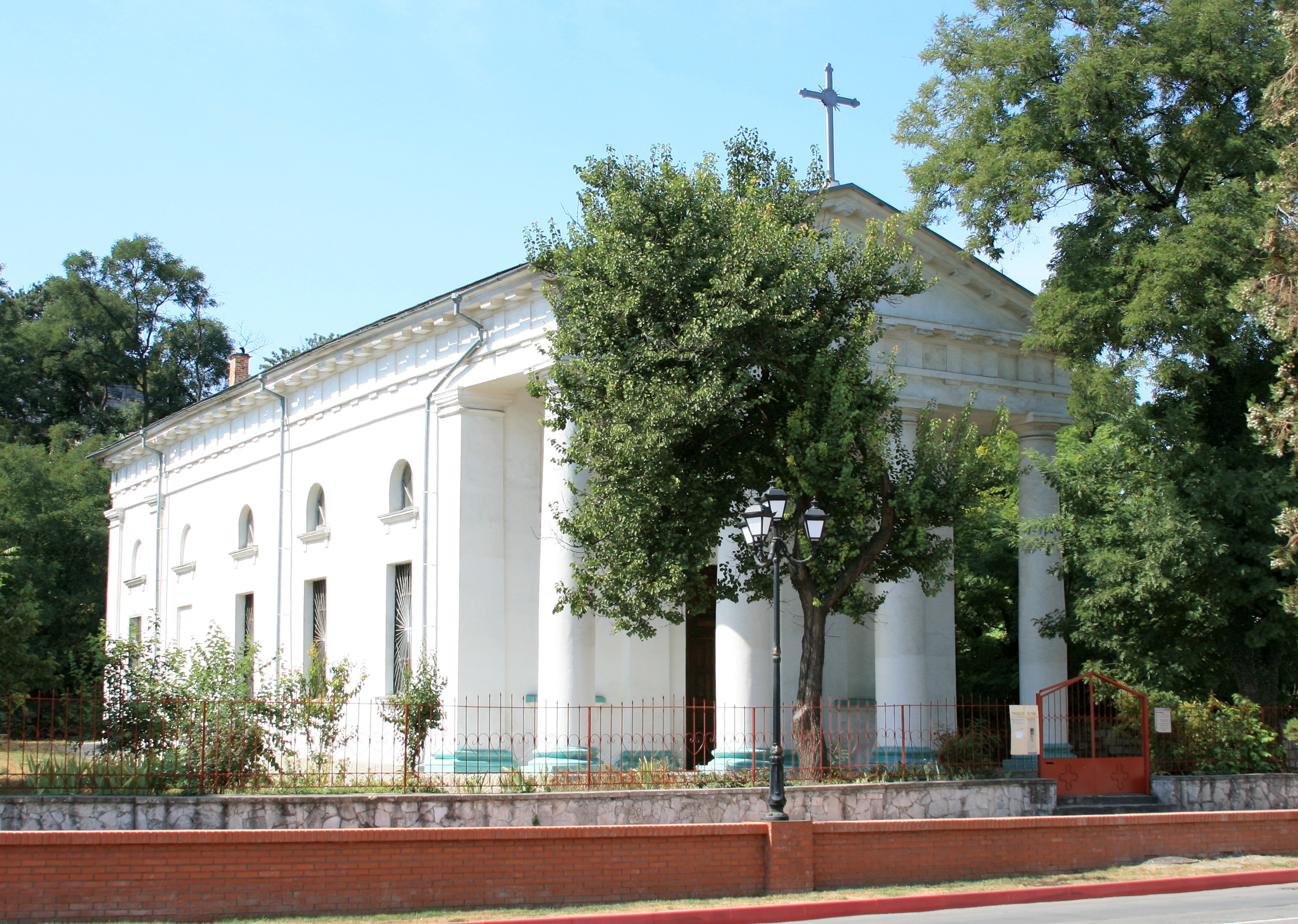
الكنيسة الكاثوليكية في سانتا ماريا أسونتا في كرج، مرجع لإيطاليي القرم

يوجد مجتمع من جنوة في جبل طارق منذ القرن السادس عشر وأصبح فيما بعد جزءًا مهمًا من السكان. هناك الكثير من الأدلة على وجود مجتمع من المهاجرين من جنوة، الذين انتقلوا إلى جبل طارق في القرن السادس عشر. وكانوا يمثلون أكثر من ثلث سكان جبل طارق في النصف الأول من القرن الثامن عشر. على الرغم من تصنيفهم على أنهم «من جنوة»، إلا أنهم لم يكونوا من مدينة جنوة فحسب، بل كانوا من جميع أنحاء ليغوريا، وهي منطقة في شمال إيطاليا والتي كانت مركز جمهورية جنوة البحرية. وفقًا لإحصاء عام 1725، بلغ إجمالي عدد السكان المدنيين 1113، وكان هناك 414 من جنوة، و 400 إسبان، و 137 يهوديًا، و 113 بريطانيًا، و 49 آخرين (معظمهم من البرتغاليين والهولنديين). في تعداد عام 1753، كان جنوة أكبر مجموعة (حوالي 34%) من سكان المدنيين في جبل طارق، وحتى عام 1830، كان يتم التحدث باللغة الإيطالية مع اللغتين الإنجليزية والإسبانية ويتم استخدامها في الإعلانات الرسمية. بعد العصر النابليوني، هاجر العديد من الصقليين وبعض التوسكان إلى جبل طارق، لكن ظل من أصلهم من جنوة وليغوريا يشكلون غالبية المجموعة الإيطالية. في الواقع، تم التحدث بلهجة جنوة في خليج كاتالونيا بشكل جيد في القرن العشرين، وتلاشى ذلك في سبعينيات القرن العشرين. اليوم، يعتبر أحفاد من أصولهم من جنوة في جبل طارق أنفسهم من سكان جبل طارق ويطالب معظمهم الاستقلال الذاتي لجبل طارق. يعتبر تراث جنوة واضحا في جميع أنحاء جبل طارق ولكن بشكل خاص في الهندسة المعمارية للمباني القديمة في المدينة والتي تتأثر بأساليب الإسكان التقليدية في جنوة والتي تتميز بالفناءات الداخلية (المعروفة أيضًا باسم «الباحات»).
إيطاليو كورفو هم سكان من جزيرة كورفو اليونانية ذوو الروابط العرقية واللغوية لجمهورية البندقية. يمكن العثور على أصول مجتمع كورفو الإيطالي في توسع الولايات الإيطالية نحو البلقان أثناء الحروب الصليبية وبعدها. في القرن الثاني عشر، أرسلت مملكة نابولي بعض العائلات الإيطالية إلى كورفو لحكم الجزيرة. منذ الحملة الصليبية الرابعة عام 1204 فصاعدًا، أرسلت جمهورية البندقية العديد من العائلات الإيطالية إلى كورفو. جلبت هذه العائلات اللغة الإيطالية من العصور الوسطى إلى الجزيرة. عندما حكمت البندقية كورفو والجزر الأيونية، والذي استمر خلال عصر النهضة وحتى أواخر القرن الثامن عشر، تحدثت معظم الطبقات العليا من كورفو اللغة الإيطالية (أو اللغة البندقية على وجه التحديد في كثير من الحالات)، لكن ظل أغلبية السكان يونانيين عرقيًا ولغويًا ودينيا قبل وبعد الحصار العثماني في القرن السادس عشر. تركز إيطاليو كورفو بشكل أساسي في مدينة كورفو، والتي أطلق عليها الفينيسيون اسم «سيتا دي كورفو». تحدث أكثر من نصف سكان مدينة كورفو في القرن الثامن عشر اللغة البندقية. ساهم عودة ظهور القومية اليونانية بعد عصر نابليون في الاختفاء التدريجي لإيطاليي كورفو. دُمِجَت كورفو في نهاية المطاف في مملكة اليونان في عام 1864. ألغت الحكومة اليونانية جميع المدارس الإيطالية في الجزر الأيونية في عام 1870، ونتيجة لذلك، بحلول الأربعينيات من القرن الماضي، لم يتبق سوى 400 إيطالي من كورفو. لا تزال الهندسة المعمارية لمدينة كورفو تعكس تراثها الطويل من البندقية، بمبانيها متعددة الطوابق، وساحاتها الفسيحة مثل «سبينادا» الشهيرة والأزقة الضيقة المرصوفة بالحصى المعروفة باسم «كانتونيا».

## تاريخ

### من توحيد إيطاليا إلى الحرب العالمية الأولى

تقديرات عدد المهاجرين من 1876-1900 و 1901-1915 حسب منطقتهم الأصلية.

أدى توحيد إيطاليا إلى انهيار نظام الأراضي الإقطاعي، الذي ظل قائماً في الجنوب منذ العصور الوسطى، خاصةً حيث كانت الأرض ملكية غير قابلة للتصرف للأرستقراطيين أو الهيئات الدينية أو للملك. ومع ذلك، فإن انهيار الإقطاعية وإعادة توزيع الأراضي لم يؤد بالضرورة إلى إعطاء صغار المزارعين في الجنوب بأرضهم الخاصة أو أرضهم التي يمكنهم العمل والاستفادة منها. ظل الكثيرون بلا أرض، وكانت مساحة قطع الأرض أصغر وأصغر وأقل إنتاجية، حيث قُسِمَت الأرض بين الورثة.
بين عام 1860 والحرب العالمية الأولى، غادر 9 ملايين إيطالي بشكل دائم من إجمالي 16 مليونًا هاجروا، معظمهم من الجنوب وسافر معظمهم إلى أمريكا الشمالية أو الجنوبية. قد تكون الأرقام أعلى من ذلك، إذ تشير دراسة أخرى إلى 14 مليونًا من 1876 إلى 1914. بلغ متوسط الهجرة السنوية حوالي 220.000 في الفترة من 1876 إلى 1900، وما يقرب من 650.000 من 1901 حتى 1915. قبل عام 1900 كانت غالبية المهاجرين الإيطاليين من شمال ووسط إيطاليا. كان ثلثا المهاجرين الذين غادروا إيطاليا بين عامي 1870 و 1914 من الرجال ذوي المهارات التقليدية. وكان الفلاحون نصف المهاجرين قبل عام 1896.

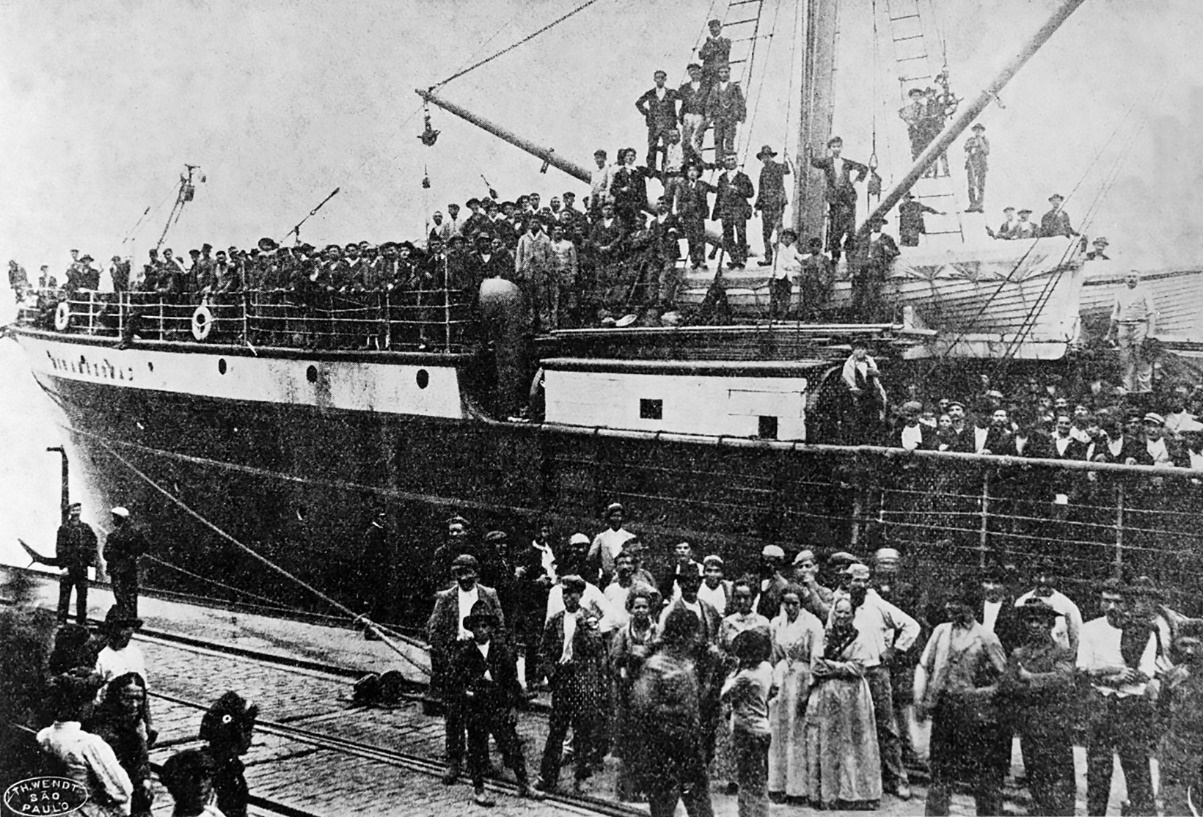
وصول سفينة محملة بالمهاجرين الإيطاليين إلى البرازيل (1907)

مع زيادة عدد المهاجرين الإيطاليين في الخارج، زادت تحويلاتهم المالية، مما شجع على المزيد من الهجرة، حتى في مواجهة العوامل التي قد يُعتقد منطقياً أنها تقلل الحاجة إلى المغادرة، مثل زيادة الرواتب في الوطن. وقد أطلق على ذلك «تدفق الهجرة المستمر والمعتمد على المسار». أرسل الأصدقاء والأقارب الذين غادروا أولاً أموالاً مقابل التذاكر وساعدوا الأقارب عند وصولهم. كان هذا يميل إلى دعم تدفق الهجرة حيث أن تحسين الظروف في البلد الأصلي استغرق وقتًا للوصول إلى المهاجرين المحتملين لإقناعهم بعدم المغادرة.لم بنخفض تدفق المهاجرين إلا في أحداث مأساوية، مثل اندلاع الحرب العالمية الأولى، التي عطلت بشكل كبير تدفق الأشخاص الذين يحاولون مغادرة أوروبا، والقيود المفروضة على الهجرة التي وضعتها البلدان المستقبلة. ومن الأمثلة على هذه القيود في الولايات المتحدة لل قانون حصص الطوارئ لعام 1921 وقانون الهجرة لسنة 1924. أدخلت الحكومة الفاشية في عشرينيات وثلاثينيات القرن العشرين تشريعات تقييدية للحد من الهجرة من إيطاليا.

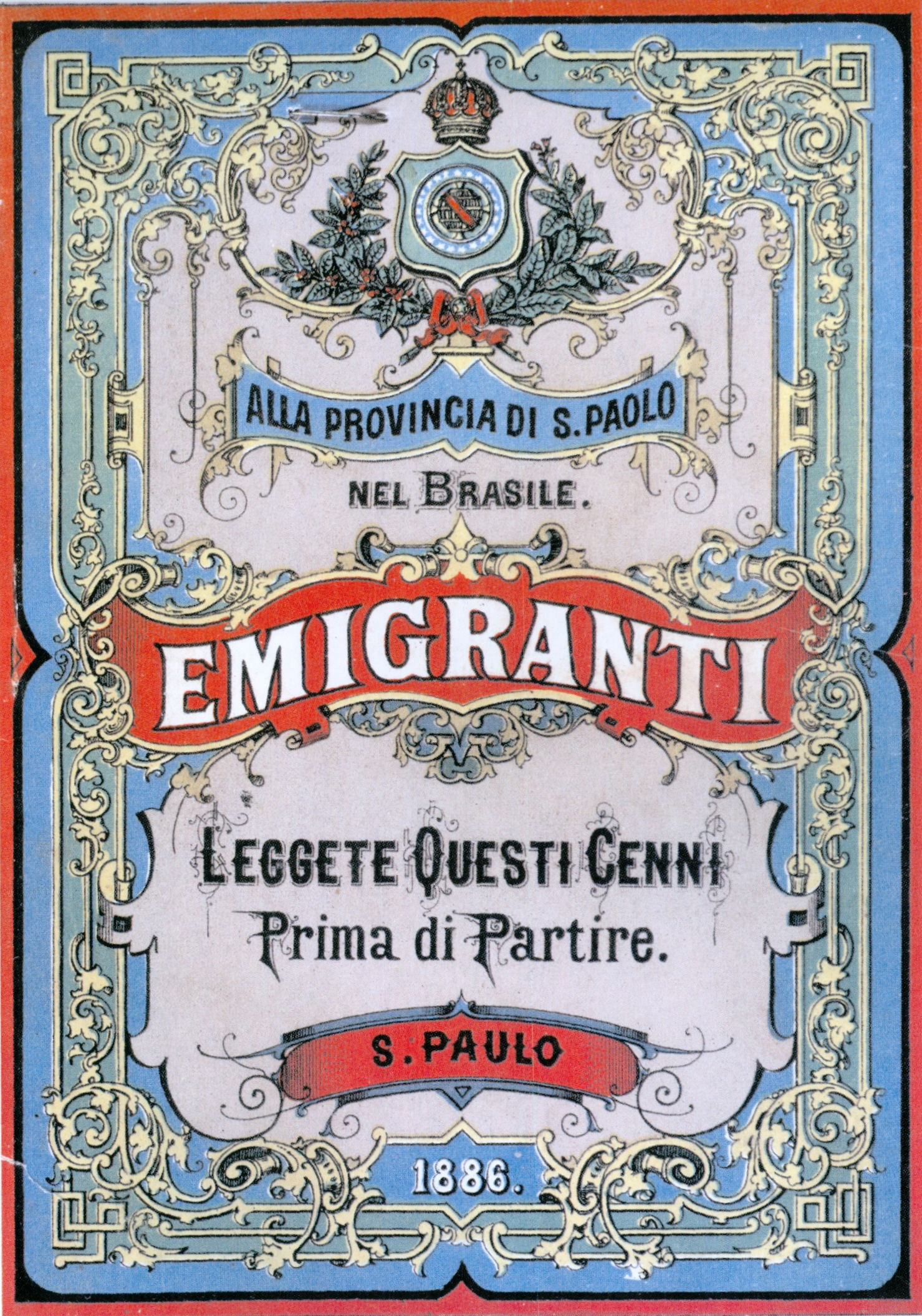
ملصق أنشأته ولاية ساو باولو البرازيلية عام 1886، مخصص للمهاجرين الإيطاليين المحتملين إلى البرازيل

لم يؤثر الشتات الإيطالي على جميع مناطق الأمة بالتساوي. في المرحلة الثانية من الهجرة (1900 إلى الحرب العالمية الأولى)، كان أقل بقليل من نصف المهاجرين من الجنوب وكان معظمهم من المناطق الريفية، حيث طُرِدُوا من الأرض بسبب الإدارة غير الفعالة للأراضي وانعدام القانون والمرض (البلاغرا والكوليرا). يقول روبرت فويرستر في كتاب «الهجرة الإيطالية في عصرنا» (1919)، «[كانت الهجرة] ... قريبة من الطرد؛ لقد كانت نزوحًا جماعيًا، بمعنى انخفاض عدد السكان؛ لقد كانت دائمة بشكل مميز». يرجع العدد الكبير جدًا من المهاجرين من فريولي فينيتسيا جوليا، وهي منطقة يبلغ عدد سكانها 509000 نسمة فقط في عام 1870 حتى عام 1914، إلى حقيقة أن العديد من هؤلاء الذين تم إحصاؤهم من بين 1.407 مليون مهاجر يعيشون بالفعل في الساحل النمساوي الذي كان به عدد أكبر من السكان متعددي اللغات من الكروات والفريوليين والإيطاليين والسلوفينيين مقارنة بفريولي الإيطالية.
كان مايعرف ب«ميزادريا» (بالإيطالية: Mezzadria) أكثر انتشارا في وسط إيطاليا. وتعتبر شكلا من أشكال الزراعة المشتركة حيث حصلت العائلات المستأجرة على قطعة أرض للعمل عليها من المالك واحتفظت بحصة معقولة من الأرباح. وهي أحد أسباب انخفاض الهجرة من هذا الجزء من إيطاليا. كان الجنوب يفتقر إلى رواد الأعمال، وكان أصحاب العقارات الغائبون شائعين. على الرغم من أن امتلاك الأرض كان المعيار الأساسي للثروة، إلا أن الزراعة هناك كانت مكروهة اجتماعياً. لم يستثمر الناس في المعدات الزراعية، بل في أشياء أخرى مثل سندات الدولة منخفضة المخاطر.
كانت مدينة نابولي استثناء مهما للقاعدة القائلة بأن الهجرة من المدن لا تكاد تذكر. تحولت المدينة من عاصمة لمملكتها في عام 1860 إلى كونها مجرد مدينة كبيرة أخرى في إيطاليا. أدى فقدان الوظائف البيروقراطية والوضع المالي المتدهور لاحقًا إلى ارتفاع معدلات البطالة في المنطقة. في أوائل ثمانينيات القرن التاسع عشر، ضرب وباء الكوليرا المدينة أيضًا، مما تسبب في مغادرة العديد من الناس. كانت الأوبئة هي القوة الدافعة وراء قرار إعادة بناء أجزاء كاملة من المدينة، وهو مشروع يُعرف باسم "risanamento" (ويعني حرفيًا «استعادة الصحة مرة أخرى»)، وهو السعي الذي استمر حتى بداية الحرب العالمية الأولى.

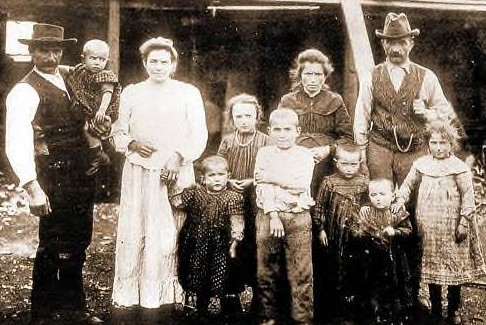
المهاجرون من مدينة مودينا الإيطالية إلى مدينة كابيتان باستين التشيلية في عام 1910: عائلة تشاستانيولي

خلال السنوات القليلة الأولى قبل توحيد إيطاليا، لم تكن الهجرة خاضعة لسيطرة الدولة بشكل خاص. غالبًا ما كان المهاجرون في أيدي وكلاء الهجرة الذين كانت وظيفتهم جني الأموال لأنفسهم عن طريق نقل المهاجرين. كان يُطلق على وكلاء العمل والمجندين اسم بادروني (بالإيطالية: Padroni)، والتي تترجم إلى رئيس العمل. أدت الانتهاكات إلى إصدار أول قانون للهجرة في إيطاليا، صدر عام 1888، لوضع العديد من وكالات الهجرة تحت سيطرة الدولة. في 31 يناير 1901، انشأت مفوضية الهجرة، ومُنِحت التراخيص للناقلين، وفُرَضَ تكاليف التذاكر الثابتة، والحفاظ على النظام في موانئ المغادرة، وتوفير الفحص الصحي لمن يغادر، وإنشاء النزل ومرافق الرعاية، وترتيب الاتفاقيات مع البلدان المستقبلة للمساعدة في رعاية من يصل من المهاجرين. حاولت المفوضية رعاية المهاجرين قبل مغادرتهم وبعد وصولهم، مثل التعامل مع القوانين الأمريكية التي تميز ضد العمال الأجانب (مثل قانون عمل الأجانب) وحتى تعليق الهجرة إلى البرازيل لبعض الوقت، حيث انتهى المطاف بالمهاجرين ليصبحوا أشباه عبيد في مزارع البن الكبيرة. ساعدت المفوضية أيضًا في إنشاء التحويلات التي يرسلها المهاجرون من الولايات المتحدة إلى وطنهم، والتي تحولت إلى تدفق مستمر للأموال يصل، حسب بعض الحسابات، إلى حوالي 5% من الدخل القومي الإجمالي الإيطالي. في عام 1903، حددت المفوضية أيضًا موانئ المغادرة المتاحة مثل باليرمو ونابولي وجنوة، باستثناء ميناء البندقية، الذي استخدم سابقًا.

### فترة ما بين الحربين

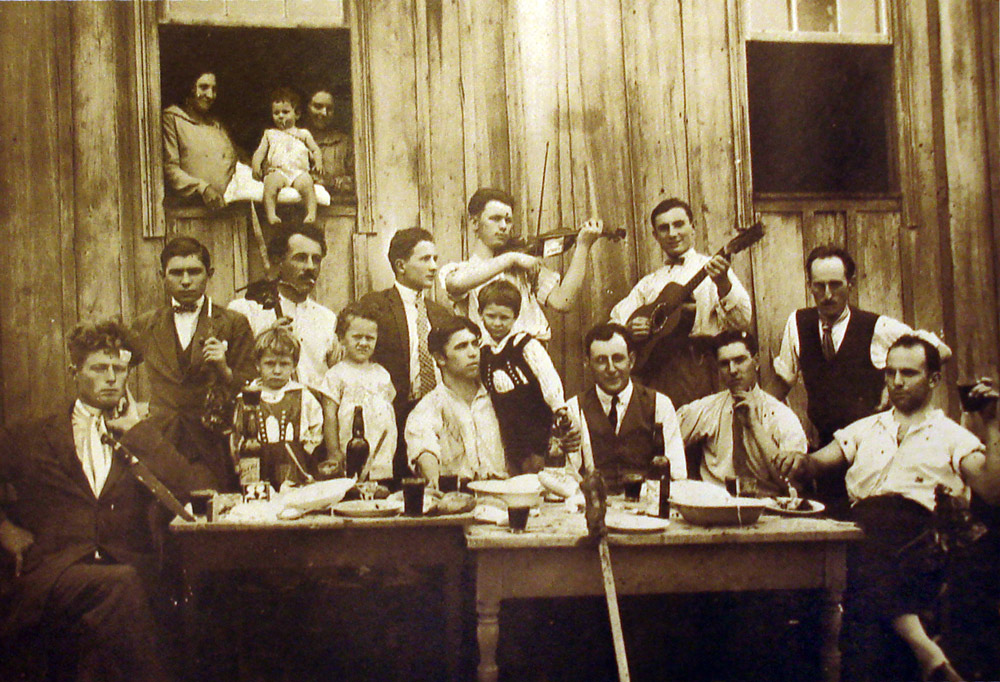
هاجرت أسرة بنفنوتي إلى بلدية كاكسياس دو سول في البرازيل التي تأسست من قبل المهاجرين الإيطاليين من إقليم فينيتو. الصورة من عام 1928.

على الرغم من أن المخاطر الجسدية المرتبطة بحركة السفن عبر المحيط الأطلسي خلال الحرب العالمية الأولى عطلت الهجرة من جميع أنحاء أوروبا، بما في ذلك إيطاليا، إلا أن حالة الاقتصادات الوطنية المختلفة في فترة ما بعد الحرب مباشرة كانت سيئة للغاية لدرجة أن الهجرة انتعشت على الفور تقريبًا. نشرت الصحف الأجنبية قصصًا مخيفة شبيهة بتلك التي نُشرت قبل 40 عامًا (على سبيل المثال، في 18 ديسمبر 1880، نشرت صحيفة نيويورك تايمز افتتاحية بعنوان "المهاجرون غير المرغوب فيهم"، مليئة بالتحقير المعتاد في ذلك اليوم ضد "الهجرة غير الشرعية ... [من] ... الثمالة الإجرامية القذرة، البائسة، الكسولة لأقسى أقسام إيطاليا"). استخدم مقال كتب في نفس الصحيفة خلال فترة ما بين الحربين العالميتين في 17 أبريل 1921، العناوين الرئيسية "الإيطاليون القادمون بأعداد كبيرة" و "عدد المهاجرين سيقتصر فقط على سعة السفن" (كان هناك الآن عدد محدود من السفن المتاحة بسبب الخسائر الأخيرة في زمن الحرب) وأن المهاجرين المحتملين كانوا يحتشدون في أرصفة مدن جنوة. يتابع هذا المقال: [...] يمكن للأجنبي الذي يمشي في مدينة مثل نابولي أن يدرك بسهولة المشكلة التي تتعامل معها الحكومة: الشوارع الخلفية تعج بالأطفال الذين يركضون في الشوارع وعلى الأرصفة القذرة والسعيدة. [...] ضواحي نابولي [...] تعج بالأطفال الذين لا يمكن مقارنتهم في العدد إلا بتلك الموجودة في دلهي وأغرا ومدن أخرى في جزر الهند الشرقية [...] ".

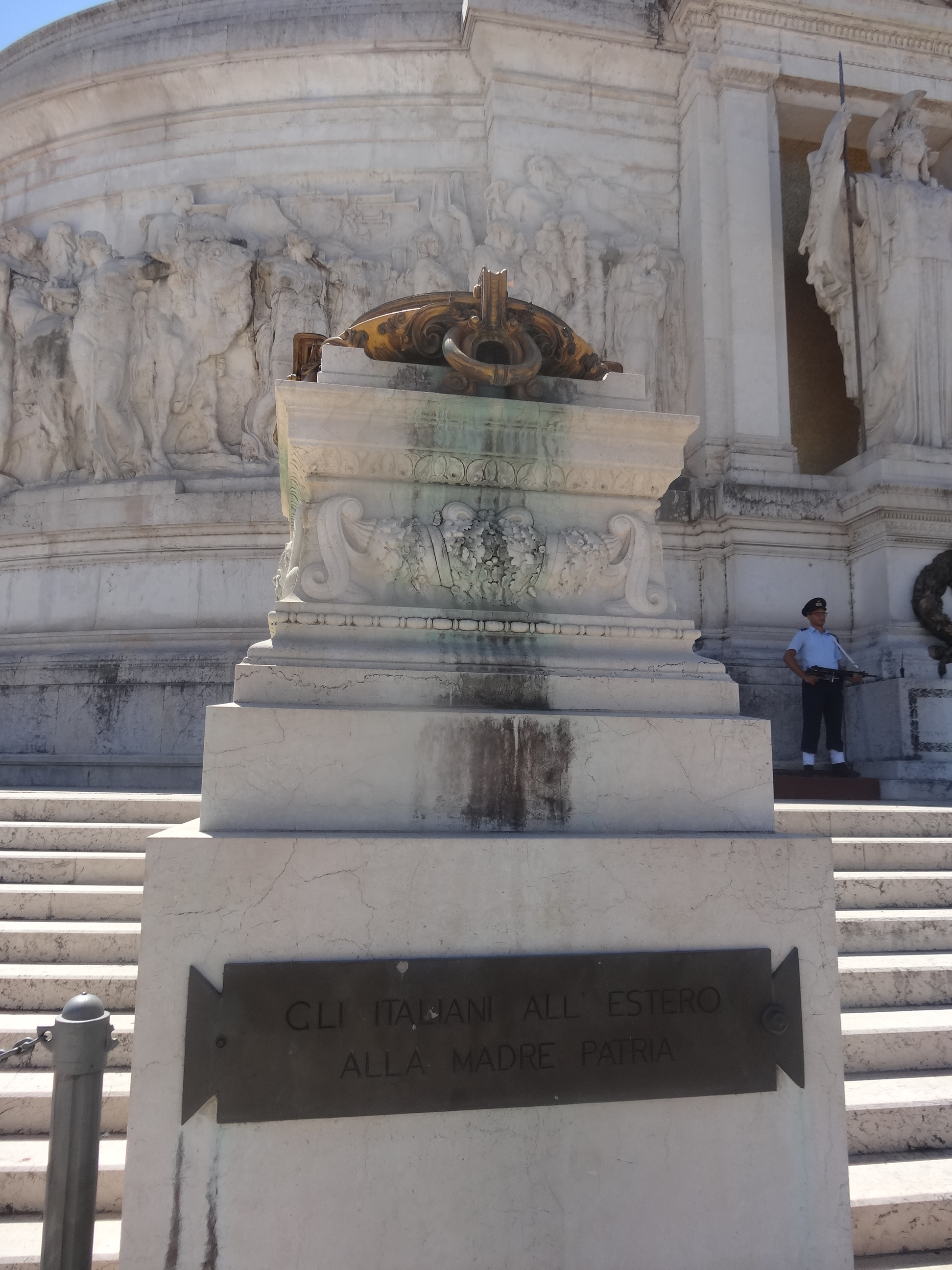
واحدة من اثنين من النحاسيات التي تحترق بشكل دائم على جانبي قبر الجندي الإيطالي المجهول في النصب التذكاري لفيتوريو إمانويلي الثاني والذي يعرف أيضا باسم «محراب الوطن» في روما. يوجد في قاعدتهما لوحة تحمل نقش «الإيطاليون في خارج الوطن الأم»)

أدت الصعوبات الاقتصادية الشديدة لإيطاليا ما بعد الحرب والتوترات الداخلية الشديدة داخل البلاد إلى صعود الفاشية. كما أدت إلى نزوح 614.000 مهاجر في عام 1920، ذهب نصفهم إلى الولايات المتحدة. عندما وصل الفاشيون إلى السلطة في عام 1922، كان هناك تباطؤ تدريجي في تدفق المهاجرين من إيطاليا. ومع ذلك، خلال السنوات الخمس الأولى من الحكم الفاشي، غادر 1.500.000 شخص إيطاليا. بحلول ذلك الوقت، تغيرت طبيعة المهاجرين. على سبيل المثال، كانت هناك زيادة ملحوظة في ارتفاع عدد الأقارب خارج سن العمل الذين انتقلوا للعيش مع عائلاتهم الذين غادروا إيطاليا من قبل.
استمر ارتباط المهاجرين بوطنهم الأم قويًا للغاية حتى بعد مغادرتهم. قدم العديد من المهاجرين الإيطاليين تبرعات لبناء Altare della Patria (1885-1935)، وهو جزء من النصب التذكاري المخصص للملك الإيطالي فيتوريو إمانويلي الثاني. وفي ذكرى ذلك، نُقِشت اللوحة على النحاسيين المحترقين بشكل دائم في في النصب التذكاري لفيتوريو إمانويلي الثاني والذي يعرف أيضا باسم «محراب الوطن» "Altare della Patria" بجوار قبر الجندي الإيطالي المجهول، يقرأ "Gli italiani all'estero alla Madre Patria" («الإيطاليون في خارج الوطن الأم»). يرتبط المعنى الاستعاري لاحتراق النيران على الدوام لرمزيتها منذ قرون لجذور ذلك في العصور الكلاسيكية القديمة خاصة في عبادة الموتى. يرمز الحريق الذي يشتعل إلى الأبد إلى أن الذكرى، في هذه الحالة لتضحية الجندي المجهول وارتباطه بموطنه الأصلي، ما زالت حية دائمًا لدى الإيطاليين، ولن تتلاشى حتى في أولئك البعيدين عن بلادهم.

### بعد الحرب العالمية الثانية

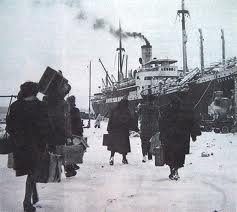
الإيطاليون الإستريون يغادرون بولا في عام 1947 أثناء الهجرة الجماعية الإسترية الدالماسية

بعد هزيمة إيطاليا في الحرب العالمية الثانية ومعاهدات باريس لعام 1947، انتقلت كل من إستريا، كفارنير ومعظم فينيتسيا جوليا، مع مدن بولا، فيومي، وزادار، من سيادة إيطاليا إلى سيادة يوغوسلافيا، مما تسبب في الهجرة الجماعية الإسترية الدالماسية، والذي قاد إلى هجرة بين 230,000 و 350,000 من المحليين ذوي العرق الايطاليين (الاستري الايطاليين والدلماسية الإيطاليين)، نحو إيطاليا، وبأعداد أقل، نحو الأمريكتين وأستراليا.
من ناحية أخرى، كانت الهجرة الإيطالية في النصف الثاني من القرن العشرين إلى الدول الأوروبية التي تشهد نموًا اقتصاديًا. بدءا من أربعينات العقد العشرين فصاعدا، توجه تدفق الهجرة الإيطالية في المقام الأول إلى سويسرا وبلجيكا، بينما أضيفت فرنسا وألمانيا في خمسينات القرن العشرين كوجهات أخرى لهذا التدفق. اعتبر الكثيرون هذه البلدان وقت المغادرة وجهة مؤقتة - غالبًا لبضعة أشهر فقط - للعمل وكسب المال من أجل بناء مستقبل أفضل في إيطاليا. حدثت هذه الظاهرة أكثر من غيرها في السبعينيات، وهي الفترة التي تميزت بعودة العديد من المهاجرين الإيطاليين إلى وطنهم.
وقعت الدولة الإيطالية اتفاقية هجرة مع ألمانيا في عام 1955 تضمن الالتزام المتبادل في مسألة حركات الهجرة، مما دفع ما يقرب من ثلاثة ملايين إيطالي إلى عبور الحدود بحثًا عن عمل. اعتبارًا من عام 2017، يوجد ما يقرب من 700,000 إيطالي في ألمانيا، بينما يصل هذا العدد في سويسرا إلى حوالي 500,000. وتعود أصولهم أساسا إلى صقلية، كالابريا، أبروتسو، وبوليا، ولكن أيضا إلى فينيتو وإميليا، ولدى كثير منهم جنسية مزدوجة وبالتالي القدرة على التصويت في كلا البلدين. تظل الجاليات الإيطالية في بلجيكا وسويسرا أكثر التمثيلات الأجنبية عددًا، وعلى الرغم من عودة الكثيرين إلى إيطاليا بعد التقاعد، غالبًا ما يظل الأبناء والأحفاد في بلدان الميلاد، حيث ترسخوا الآن.
ظاهرة التجميع الهامة الموجودة في أوروبا، وكذلك في البلدان والقارات الأخرى التي كانت وجهة لتدفقات المهاجرين الإيطاليين، هي ظاهرة جمعيات الهجرة. تقدر وزارة الشؤون الخارجية وجود أكثر من 10,000 جمعية أنشأها مهاجرون إيطاليون على مدار أكثر من قرن في الخارج. شكلت مختلف الجمعيات المنفعية والثقافية والمساعدة والخدمية نقطة مرجعية أساسية للمهاجرين. يتم الآن جمع الشبكات الجمعياتية الرئيسية لمختلف الإلهامات المثالية في المجلس الوطني للهجرة. تعتبر 'شبكة الاتحاد الإيطالي للعمال المهاجرين وعائلاتهم' واحدة من أكبر الشبكات الجمعياتية في العالم، جنبًا إلى جنب مع شبكات العالم الكاثوليكي.

### «الهجرة الجديدة» في القرن الحادي والعشرين

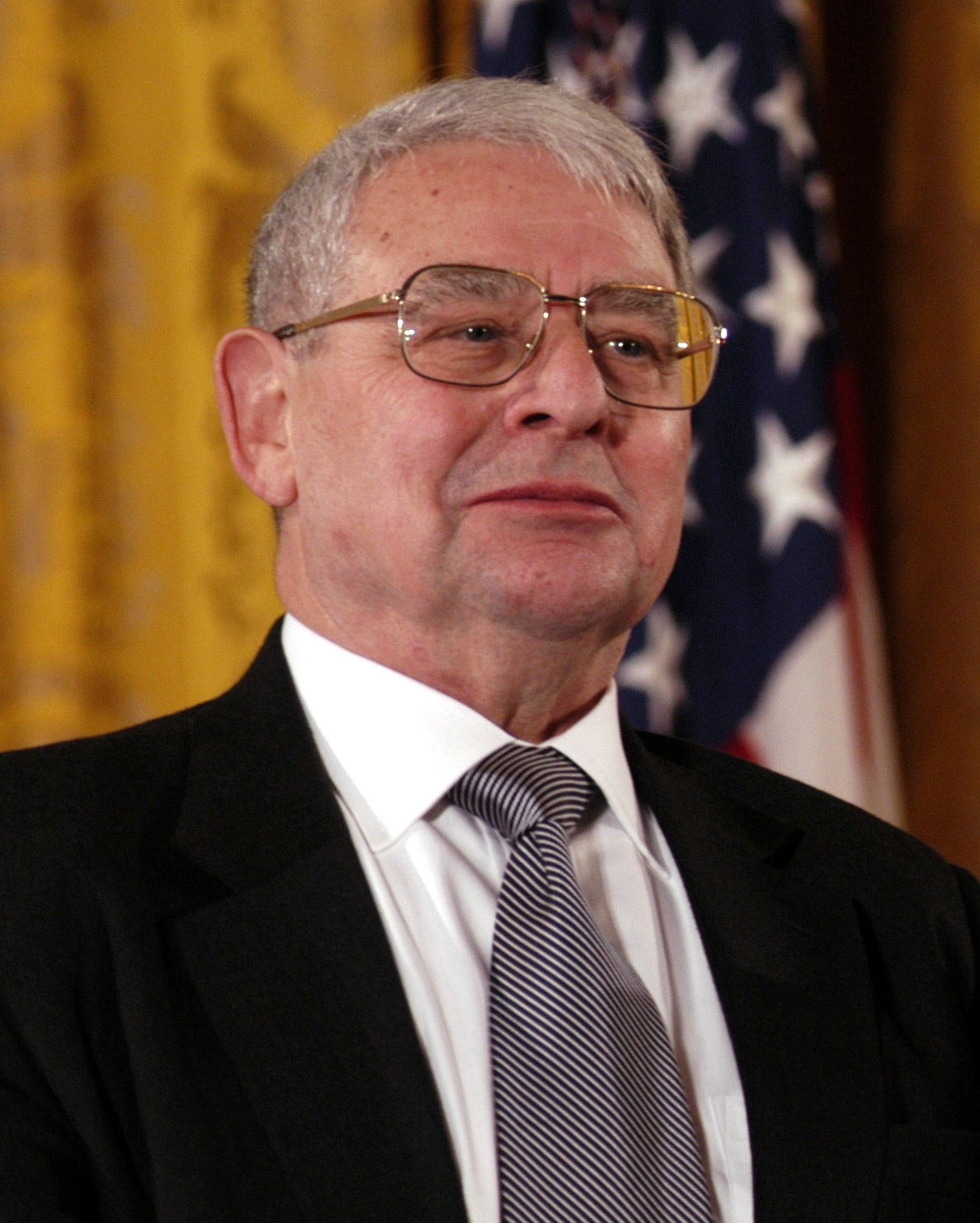
ريكاردو جياكوني، عالم فيزياء أمريكي متجنس إيطالي، حائز على جائزة نوبل في الفيزياء عام 2002

بين نهاية القرن العشرين وبداية القرن الواحد والعشرين، تضاءل بشكل كبير تدفق المهاجرين الإيطاليين حول العالم. ومع ذلك، في أعقاب آثار الركود الكبير، انتشر التدفق المستمر للمغتربين منذ نهاية عام 2010. على الرغم من أن هذه الفترة أقل عدديًا من الفترتين السابقتين، إلا أن هذه الفترة تؤثر بشكل رئيسي على الشباب الذين غالبًا ما يكونون من الخريجين، لدرجة أنهم يُعْرَفون ب«هجرة الأدمغة».
على وجه الخصوص، توجه هذا التدفق بشكل أساسي نحو ألمانيا، حيث وصل أكثر من 35,000 إيطالي في عام 2012 وحده، ولكن أيضًا نحو دول أخرى مثل المملكة المتحدة وفرنسا وسويسرا وكندا وأستراليا والولايات المتحدة ودول أمريكا الجنوبية. وفقًا لبيانات عام 2012 من مكتب تسجيل الإيطاليين المقيمين بالخارج، يعتبر هذا تدفقا سنويا يبلغ حوالي 78,000 شخص بزيادة حوالي 20,000 مقارنة بعام 2011، حتى لو كان من المقدر أن العدد الفعلي للأشخاص الذين هاجروا أعلى بكثير (بين مرتين وثلاث مرات)، حيث ألغى العديد من المواطنين إقامتهم في إيطاليا مع تأخير كبير مقارنة بمغادرتهم الفعلية.
أثرت ظاهرة ما يسمى بـ «الهجرة الجديدة» الناجمة عن الأزمة الاقتصادية أيضًا على كل أوروبا الجنوبية مثل إسبانيا والبرتغال واليونان (وكذلك أيرلندا وفرنسا) التي سجلت نتائج مماثلة لاتجاهات الهجرة إن لم تكن أكبر. من المعتقد على نطاق واسع أن الأماكن التي لا توجد فيها تغييرات هيكلية في السياسات الاقتصادية والاجتماعية هي تلك الأكثر عرضة لزيادة تدفق الهجرة. وفيما يتعلق بإيطاليا، لم تعد هذه التدفقات تشمل مناطق جنوب إيطاليا، ولكن أيضا تلك التي في الشمال، مثل لومبارديا وإميليا-رومانيا.
وفقًا للإحصاءات المتاحة، يبلغ عدد المواطنين الإيطاليين المقيمين في الخارج 4,600,000 شخص (بيانات عام 2015). لذلك فإن هذا العدد أقل تقليله بشكل كبير من وجهة نظر مئوية من 9,200,000 في أوائل عشرينيات القرن الماضي (عندما كان ذلك العدد يمثل حوالي خمس إجمالي السكان الإيطاليين).
حدد «تقرير الإيطاليين في العالم 2011» الصادر عن مؤسسة المهاجرين، وهي جزء من المؤتمر الأسقفي الإيطالي، ما يلي:
في عام 2008، قام حوالي 60 ألف إيطالي بتغيير جنسيتهم، ويقدمون في الغالب من شمال إيطاليا (74%) وفضل أغلبهم ألمانيا كبلدهم المتبنى (12% من إجمالي المهاجرين). عدد المواطنين الإيطاليين المقيمين بالخارج وفقًا للمسجلين في «سجل الإيطاليين المقيمين بالخارج»:
قالب:تعداد السكان

## حسب القارة

### أفريقيا

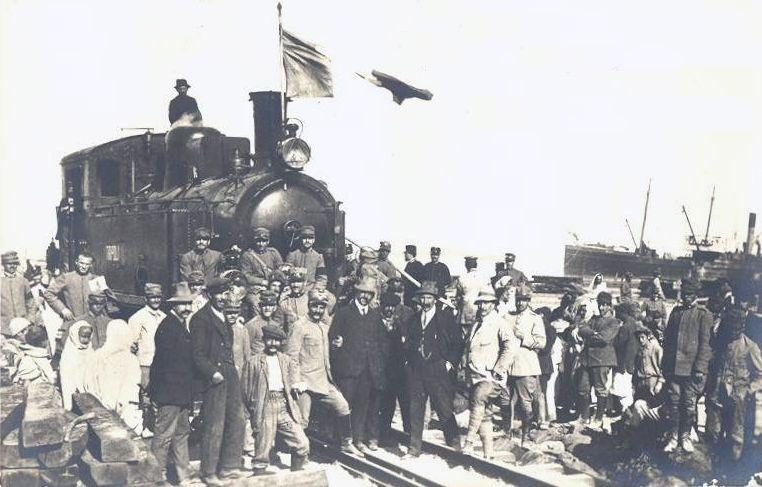
وصول أول قاطرة إيطالية إلى طرابلس، طرابلس الإيطالية، عام 1912

كان لدى ليبيا حوالي 150 ألف مستوطن إيطالي عندما دخلت إيطاليا الحرب العالمية الثانية في عام 1940، وكانوا يشكلون حوالي 18% من إجمالي السكان في ليبيا الإيطالية. أقام الإيطاليون في ليبيا (ولا يزال الكثير منهم يقيمون) في معظم المدن الكبرى مثل طرابلس (كان 37% من المدينة إيطاليين)، وبنغازي (31%) وهون (3%). انخفضت أعدادهم بعد عام 1946. استولت فرنسا والمملكة المتحدة على غنائم الحرب التي تضمنت الاكتشاف الإيطالي وخبرتها الفنية في استخراج وإنتاج النفط الخام والطرق السريعة والري والكهرباء. طُرِد معظم المقيمين الإيطاليين في ليبيا من البلاد في عام 1970 بعد عام من استيلاء معمر القذافي على السلطة في انقلاب 1969 لكن عاد بضع مئات من المستوطنين الإيطاليين إلى ليبيا في العقد الأول من القرن الحادي والعشرين.
| السنة | الإيطاليون | النسبة المئوية | العدد الإجمالي في ليبيا | مصدر البيانات عن السكان                                           |
| ----- | ---------- | -------------- | ----------------------- | ----------------------------------------------------------------- |
| 1936  | 112,600    | 13.26%         | 848,600                 | Enciclopedia Geografica Mondiale K-Z, De Agostini, 1996           |
| 1939  | 108,419    | 12.37%         | 876,563                 | Guida Breve d'Italia Vol.III, C.T.I., 1939 (Censimento Ufficiale) |
| 1962  | 35,000     | 2.1%           | 1,681,739               | Enciclopedia Motta, Vol.VIII, Motta Editore, 1969                 |
| 1982  | 1,500      | 0.05%          | 2,856,000               | Atlante Geografico Universale, Fabbri Editori, 1988               |
| 2004  | 22,530     | 0.4%           | 5,631,585               | L'Aménagement Linguistique dans le Monde                          |

كان لدى الصومال حوالي 50,000 مستوطن صومالي إيطالي خلال الحرب العالمية الثانية، ويشكلون حوالي 5% من إجمالي السكان في أرض الصومال الإيطالي. كان الإيطاليون يقيمون في معظم المدن الكبرى في الأجزاء الوسطى والجنوبية من الصومال، حيث عاش حوالي 10,000 شخص في العاصمة مقديشو. وشملت مناطق الاستيطان الرئيسية الأخرى جوهر، التي أسسها الأمير الإيطالي لويجي أمديو، دوق أبروتسي. كانت اللغة الإيطالية لغة رئيسية، لكن تأثيرها تضاءل بشكل ملحوظ بعد الاستقلال. ولاتزال يُحكى بها إلا بين أجيال المسنين.

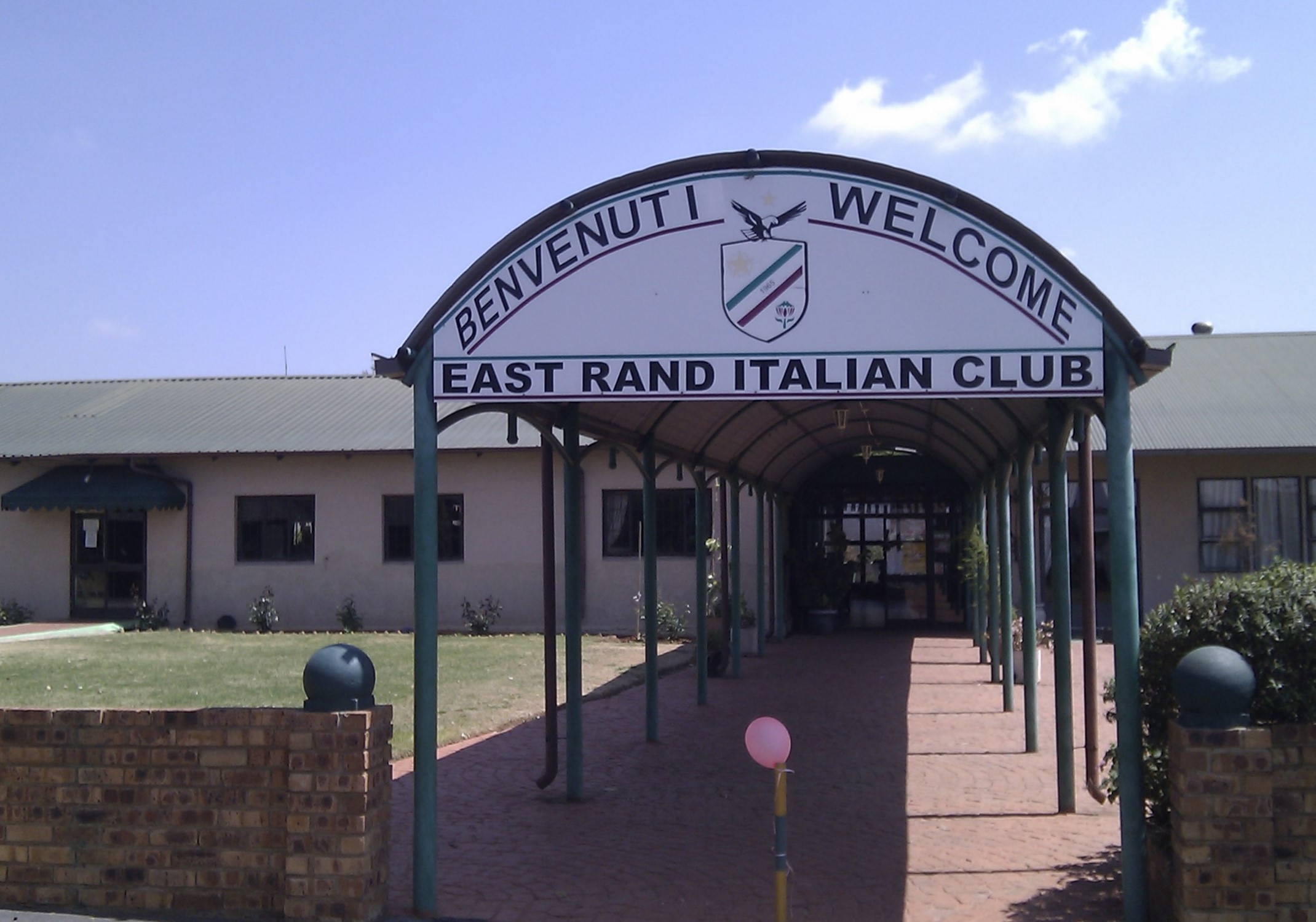
ناد إيطالي في بوكسبرغ، في جنوب أفريقيا

على الرغم من أن الإيطاليين لم يهاجروا إلى جنوب أفريقيا بأعداد كبيرة، إلا أن أولئك الذين وصلوا هناك أثروا على البلاد. قبل الحرب العالمية الثانية، وصل عدد قليل نسبيًا من المهاجرين الإيطاليين، على الرغم من وجود بعض الاستثناءات البارزة مثل رئيس وزراء مستعمرة كيب الأول جون مولتينو. تصدر الإيطاليون في جنوب إفريقيا عناوين الصحف خلال الحرب العالمية الثانية، عندما أُسِر الإيطاليون في شرق أفريقيا الإيطالية الذين كانوا بحاجة إلى إرسالهم إلى معقل آمن ليُعْتَقلو كأسرى حرب. كانت جنوب إفريقيا الوجهة المثالية، ووصل أول أسرى الحرب إلى ديربان في عام 1941.

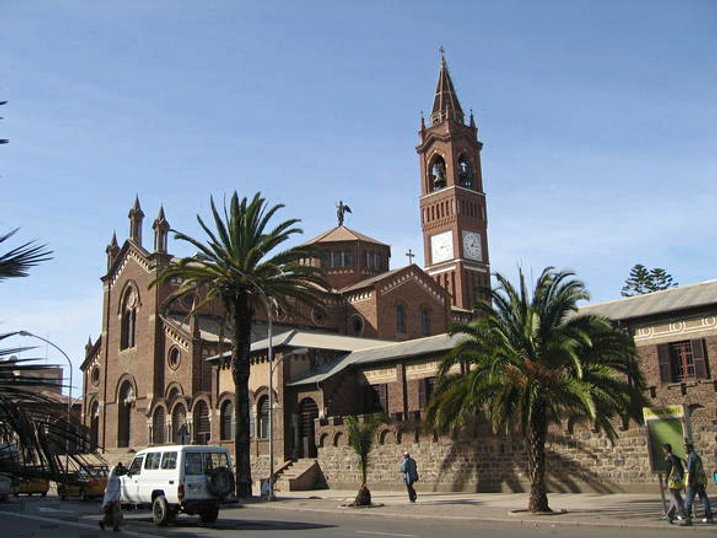
كنيسة سيدة الوردية في أسمرة، بناها إريتريون إيطاليون عام 1923

كان لدى الإيطاليين عدد كبير جدًا من السكان في أفريقيا، ولكن انخفض ذلك العدد سريعا. في عام 1926، كان هناك 90,000 إيطالي في تونس، مقابل 70,000 فرنسي (وهو أمر غير معتاد نظرا لأن تونس كانت محمية فرنسية). بحلول عام 2017، تقلص عدد التونسيين الإيطاليين إلى بضعة آلاف. ازدهرت المجتمعات الايطالية سابقا في القرن الأفريقي، مع عيش حوالي 50,000 مستوطن إيطالي في إريتريا في عام 1935. نما عدد السكان الإيطاليين الإريتريين من 4,000 خلال الحرب العالمية الأولى، إلى ما يقرب من 100,000 في بداية الحرب العالمية الثانية.
خلال الاحتلال الإيطالي لإثيوبيا، استقر حوالي 300,000 إيطالي في شرق أفريقيا الإيطالية (1936-1941). أكثر من 49,000 عاشوا في أسمرة عام 1939 (حوالي 10% من سكان المدينة)، وأكثر من 38,000 يقيمون في أديس أبابا. بعد الاستقلال، بقي بعض الإيطاليين لعقود بعد حصولهم على عفو كامل من الإمبراطور هيلا سيلاسي، ولكن في النهاية غادر ما يقرب من 22,000 إيطالي-إثيوبي البلاد بسبب الحرب الأهلية الإثيوبية في عام 1974. اعتبارا من عام 2007، ظل 80 مستعمرًا إيطاليًا أصليًا على قيد الحياة وحوالي 2,000 شخصا من نسل الإيطاليين والإثيوبيين المختلط. في العقد الأول من القرن الحادي والعشرين، عادت بعض الشركات الإيطالية للعمل في إثيوبيا ، ووصل عدد كبير من الفنيين والمديرين الإيطاليين مع عائلاتهم، ليقيموا بشكل رئيسي في منطقة العاصمة.
كان من الواضح وجود المهاجرين الإيطاليين حتى في الأراضي التي لم تكن مستعمرات إيطالية، مثل مصر. في عام 1940، بلغ عدد المصريين الإيطاليين 55,000، مما يشكل ثاني مجتمع مهاجر في هذا البلد الأفريقي. اعتبارًا من عام 2017، بلغ عدد المصريين الإيطاليين بضعة آلاف فقط. يوجد حضور أيضا في للإيطاليين المغاربة والإيطاليين الجزائريين، على الرغم من أن الدولتين لم تكونا مستعمراتين إيطاليتين. بقي عدد قليل من المستوطنين الإيطاليين في المستعمرات البرتغالية في أفريقيا بعد الحرب العالمية الثانية. كما سعت الحكومة البرتغالية إلى زيادة عدد السكان البرتغاليين الصغار من خلال الهجرة من أوروبا، اندمج المهاجرون الإيطاليون تدريجيًا في الجالية البرتغالية الأنغولية. يعتبر الإيطاليون الزامبيون مواطنين زامبيين من أصل إيطالي أو مهاجرين من إيطاليا أو زامبيين ولدوا في إيطاليا. لدى الزامبيين الإيطاليين مجتمع وكنيسة في بلدتهم لوساكا.

### الأمريكتان

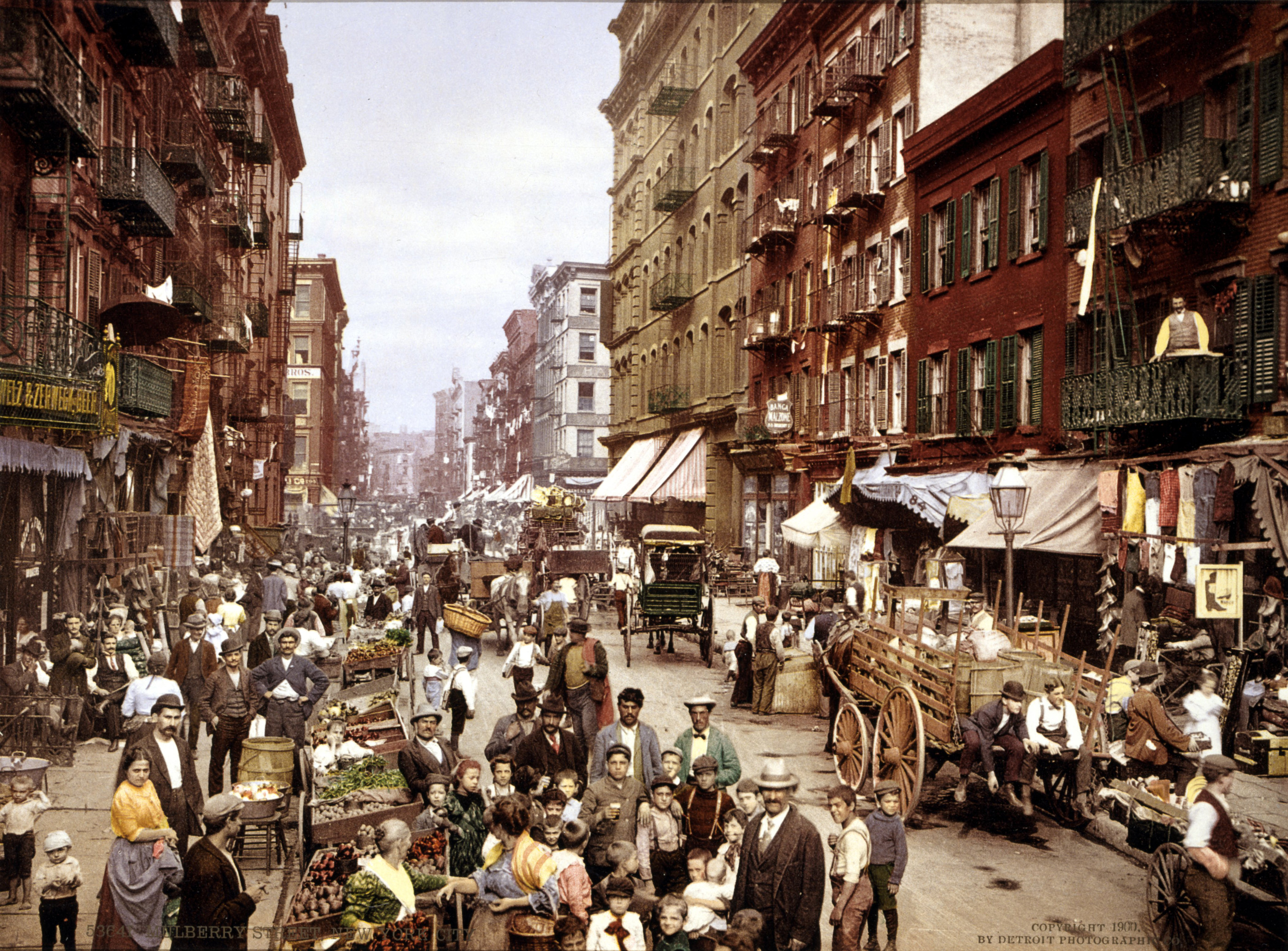
شارع مولبيري، الذي يتركز على طوله ليتل إيتالي الصغيرة في مدينة نيويورك، حوالي 1900

استقر أول الإيطاليين الذين توجهوا إلى الأمريكتين في أراضي الإمبراطورية الإسبانية في وقت مبكر من القرن السادس عشر. وكانوا في الأساس من الليغوريين من جمهورية جنوة، الذين عملوا في الأنشطة والأعمال المتعلقة بالملاحة البحرية عبر المحيطات. نما تدفق المهاجرين في منطقة ريو دي لا بلاتا في عقد 1830، عندما نشأت مستعمرات إيطالية كبيرة في مدن بوينس آيرس ومونتيفيديو. بعد توحيد إيطاليا عام 1861، كانت هناك هجرة ملحوظة من إيطاليا إلى أوروغواي، بلغت ذروتها في العقود الأخيرة من القرن التاسع عشر، عندما وصل أكثر من 110,000 مهاجر إيطالي. في عام 1976، بلغ عدد سكان الأوروغواي من أصل إيطالي أكثر من 1.3 مليون (حوالي 40% من إجمالي السكان، بما في ذلك الإيطاليون الأرجنتينيون المقيمون في أوروغواي).
يعتبر التاريخ الرمزي لبدء الهجرة الإيطالية إلى الأمريكتين 28 يونيو 1854 عندما وصلت الباخرة سيسيليا إلى ميناء مدينة نيويورك بعد رحلة مدتها ستة وعشرون يومًا من باليرمو. لأول مرة، وصلت باخرة ترفع علم دولة في شبه الجزيرة الإيطالية، في هذه الحالة مملكة الصقليتين، إلى سواحل الولايات المتحدة. قبل ذلك بعامين، تأسست شركة الملاحة البخارية عبر المحيط الأطلسي مع العالم الجديد في جنوة، وكان المساهم الرئيسي فيها هو الملك فيتوريو إيمانويل الثاني ملك بيدمونت-سردينيا. قامت الجمعية المذكورة بتكليف السفينتين التوأمين الكبيرتين «جنوى» و «تورينو» إلى أحواض بناء السفن في بلاكويل في لندن، أطلقتا على التوالي في 12 أبريل و 21 مايو 1856، موجهتان للاتصال البحري بين إيطاليا والأمريكتين. كانت الهجرة إلى الأمريكتين كبيرة الحجم من النصف الثاني من القرن التاسع عشر إلى العقود الأولى من القرن العشرين. كادت الهجرة أن تنقطع خلال الفاشية، ولكن حدث انتعاش صغير بعد نهاية الحرب العالمية الثانية بفترة وجيزة. انتهت الهجرة الإيطالية الجماعية إلى الأمريكتين في الستينيات بعد المعجزة الاقتصادية الإيطالية، على الرغم من استمرارها حتى الثمانينيات في كندا والولايات المتحدة.

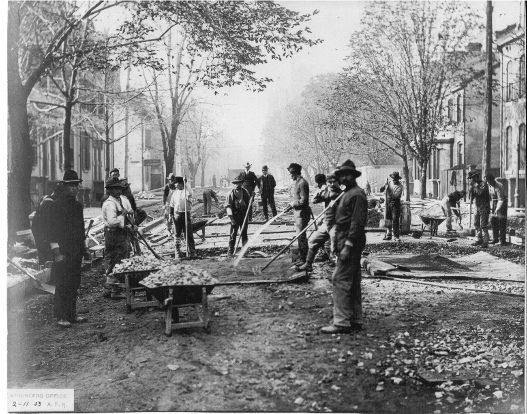
مهاجرون إيطاليون يضعون أحجارًا مرصوفة بالحصى في شارع كينغ ستريت في تورنتو في عام 1903

شكلت الهجرة الإيطالية إلى الأرجنتين، إلى جانب الهجرة الإسبانية، العمود الفقري للمجتمع الأرجنتيني. بدأت مجموعات صغيرة من الإيطاليين في الهجرة إلى الأرجنتين في وقت مبكر من النصف الثاني من القرن السابع عشر. ومع ذلك، أصبح تدفق الهجرة الإيطالية إلى الأرجنتين ظاهرة جماعية بين عامي 1880 و 1920 عندما كانت إيطاليا تواجه اضطرابات اجتماعية واقتصادية. للثقافة البلاتينية روابط مهمة بالثقافة الإيطالية من حيث اللغة والعادات والتقاليد. تشير التقديرات إلى أن لدى ما يصل إلى 62.5% من السكان، أو 30 مليون أرجنتيني أصول إيطالية كاملة أو جزئية. بحسب وزارة الداخلية الإيطالية، يعيش 527,570 مواطنًا إيطاليًا في جمهورية الأرجنتين، بما في ذلك الأرجنتينيون الحاملون لجنسية مزدوجة.

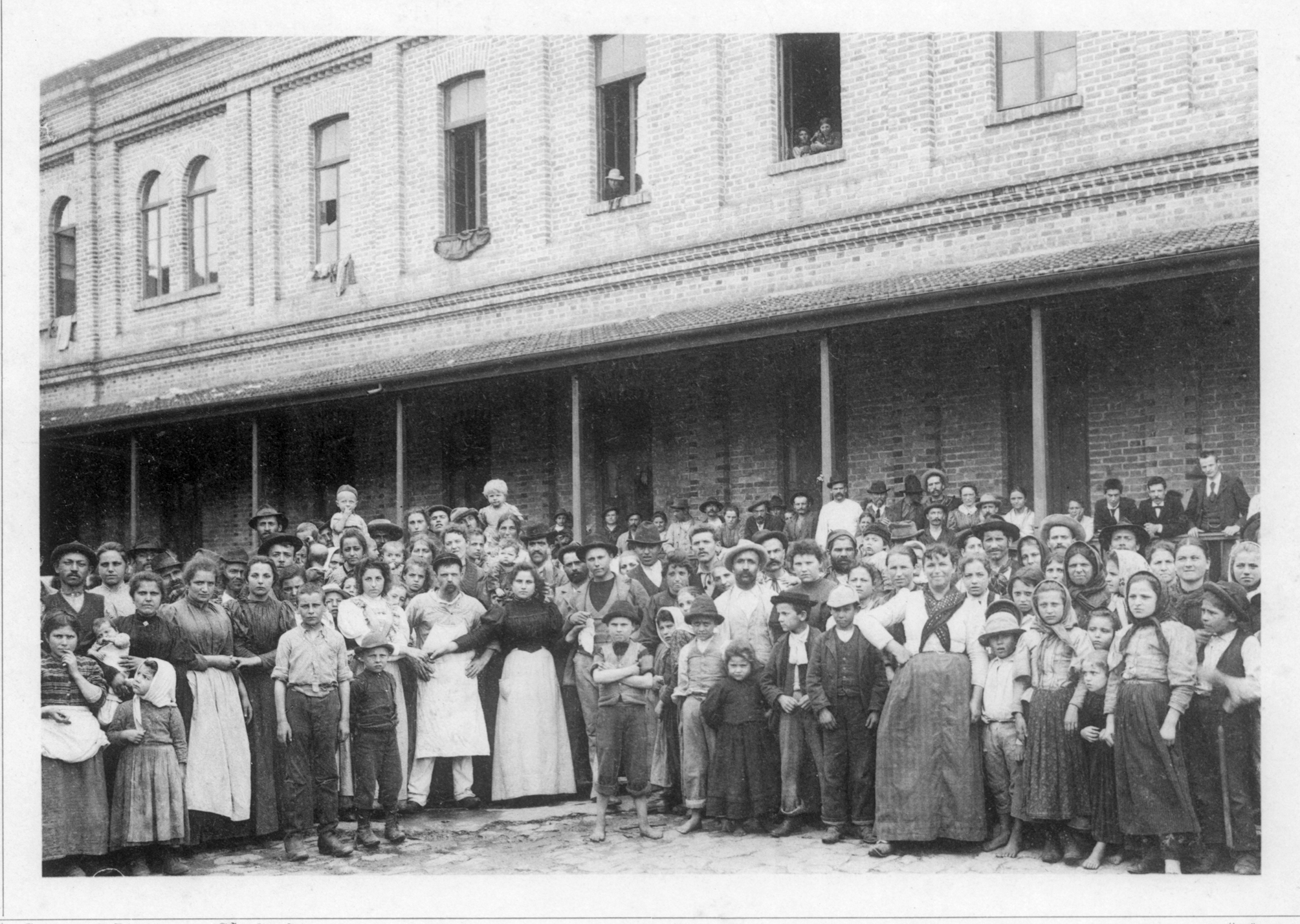
وصول بعض المهاجرون الإيطاليون إلى ساو باولو، حوالي عام 1890. تضم البرازيل أكبر عدد من السكان الإيطاليين خارج إيطاليا.

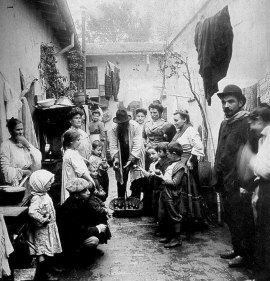
مهاجرون إيطاليون في بوينس آيرس

يعتبر البرازيليون الإيطاليون أكبر عدد من الأشخاص من أصل إيطالي كامل أو جزئي خارج إيطاليا، وتعتبر ساو باولو المدينة الأكثر اكتظاظًا بالسكان ذوي الأصول الإيطالية في العالم. في الوقت الحاضر، يوجد الملايين من المتحدرين من الايطاليين، من ولاية ميناس جرايس في جنوب شرق البلاد إلى ولاية ريو غراندي دو سول في أقصى الجنوب، مع عيش الأغلبية في ولاية ساو باولو، ووجود أعلى نسبة منهم في ولاية إسبيريتو سانتو في جنوب شرق البلاد (60-75%). لدى بعض مدن جنوب البرازيل الصغيرة، مثل نوفا فينزا ما يصل إلى 95% من سكانها من الأشخاص المنحدرين من أصل إيطالي.
بدأ تدفق كبير من المهاجرين الإيطاليين إلى كندا في أوائل القرن العشرين عندما انتقل أكثر من 60,000 إيطالي إلى كندا بين عامي 1900 و 1913. قدم حوالي 40,000 إيطالي إلى كندا خلال فترة ما بين الحربين 1914 و 1918، معظمهم من جنوب إيطاليا حيث ترك الكساد الاقتصادي والاكتظاظ العديد من الأسر في حالة فقر. بين أوائل الخمسينيات ومنتصف الستينيات، هاجر ما يقرب من 20,000 إلى 30,000 إيطالي إلى كندا كل عام. كان رصيف 21 في هاليفاكس، نوفا سكوشا منفذًا مؤثرًا للهجرة الإيطالية بين عام 1928 حتى توقفه عن العمل في عام 1971، حيث جاء 471,940 فردًا إلى كندا من إيطاليا مما جعلهم ثالث أكبر مجموعة عرقية تهاجر إلى كندا خلال تلك الفترة الزمنية. يقيم ما يقرب من 1,000,000 إيطالي في مقاطعة أونتاريو، مما يجعلها تمثل تمثيلًا عالميًا قويًا للشتات الإيطالي. على سبيل المثال، يوجد في هاميلتون، أونتاريو، حوالي 24,000 مقيم لهم صلات بشقيقتها مدينة راكالموتو في صقلية. يوجد بمدينة فون، خارج تورنتو، ومدينة كينغ، شمال مدينة فون مباشرة، أكبر تجمعين للإيطاليين في كندا بأكثر من 30% من إجمالي عدد السكان في كل مدينة.
كانت الولايات المتحدة وجهة رئيسية للمهاجرين الإيطاليين بين أواخر القرن التاسع عشر وثلاثينيات القرن العشرين، حيث استقر معظمهم أولاً في منطقة نيويورك الكبرى، ولكن يوجد مجتمعات أمريكية إيطالية رئيسية أخرى في بوسطن، فيلادلفيا، شيكاغو، كليفلاند، ديترويت، سانت لويس، بيتسبرغ، بالتيمور، سان فرانسيسكو، بروفيدنس، ونيو أورليانز. جاء معظم المهاجرين الإيطاليين إلى الولايات المتحدة من المناطق الجنوبية لإيطاليا، وهي كامبانيا، بوليا، بازيليكاتا، كالابريا، وصقلية. كان العديد من المهاجرين من أصحاب الأراضي الصغار. بين عامي 1880 و 1914، هاجر أكثر من 4 ملايين إيطالي إلى الولايات المتحدة.
يُعرف الإيطاليون الأمريكيون بمجتمعاتهم المتماسكة وفخرهم العرقي، وكان لهم تأثير كبير في تطوير الثقافة الأمريكية الحديثة، لا سيما في المنطقة الشمالية الشرقية من البلاد. غالبًا ما صُوِرَت المجتمعات الأمريكية الإيطالية في الأفلام والتلفزيون الأمريكيين، مع تحدث عديد الشخصيات بلهجات إنجليزية متأثرة بالإيطالية. على الرغم من أن الكثيرين لا يتحدثون الإيطالية بطلاقة، إلا أن أكثر من مليون شخص ما زالوا يتحدثون اللغة الإيطالية في المنزل، وفقًا لتعداد الولايات المتحدة لعام 2000.
يوجد مجتمع إيطالي آخر واضح للغاية في فنزويلا، والذي تطور بشكل خاص بعد الحرب العالمية الثانية. هناك حوالي 5 ملايين فنزويلي من أصل إيطالي واحد على الأقل، وهو ما يعادل أكثر من 6% من إجمالي السكان. حقق الإيطاليون الفنزويليون نتائج مهمة في المجتمع الفنزويلي الحديث. تقدر السفارة الإيطالية أن ربع الصناعات الفنزويلية غير المرتبطة بقطاع النفط مملوكة و/أو مُدارة بشكل مباشر أو غير مباشر من قبل الإيطاليين الفنزويليين.
ابتدأت الهجرة الإيطالية إلى المكسيك من خمسينيات القرن التاسع عشر ، عندما أرسلت مملكة بيدمونت-سردينيا موجات من المهاجرين إلى ولاية فيراكروز. ثم في القرن التاسع عشر، استمرت المزيد من مشاريع الهجرة التي ترعاها الحكومة في جميع أنحاء البلاد، وخاصة في فيراكروز ولكن أيضًا في ولايات مثل ولاية بويبلا وولاية مكسيكو وولاية سان لويس بوتوسي وولاية تاماوليباس وولاية خاليسكو وولاية ميتشواكان. كانت هذه نسبة صغيرة من إجمالي الهجرة مع وصول المزيد من المهاجرين منذ تسعينيات القرن التاسع عشر إلى عشرينيات القرن العشرين. ذهب الكثيرون إلى فيراكروز ومدينة غوادالاخارا والعاصمة مدينة مكسيكو، حيث ظهر مجتمع كبير. من عشرينيات وخمسينيات القرن العشرين، بدأ المزيد من الإيطاليين وخاصة من جنوب إيطاليا في دخول البلاد، وكانوا قد عوملوا في وقت سابق على أنهم «غير مرغوب فيهم» من قبل سلطات الهجرة المكسيكية. من الخمسينيات حتى السبعينيات، دخل عدد كبير من الإيطاليين إلى المكسيك حيث بدأت الطفرة النفطية في البلاد وبدأت المكسيك بالاذدهار كدولة مرة أخرى منذ نظام بورفيرياتو. بدأت موجة كبيرة أخرى خلال فترة الركود الاقتصادي من عام 2007 إلى اليوم، حيث يواصل العديد من الإيطاليين الهجرة إلى منطقة ريفييرا مايا وغيرها من الأماكن السياحية. لايزال لليوم يمكن ملاحظة وجود لغات مثل اللغة البندقية ولغة كالابريا في المكسيك بأشكال مختلفة.

### أوروبا

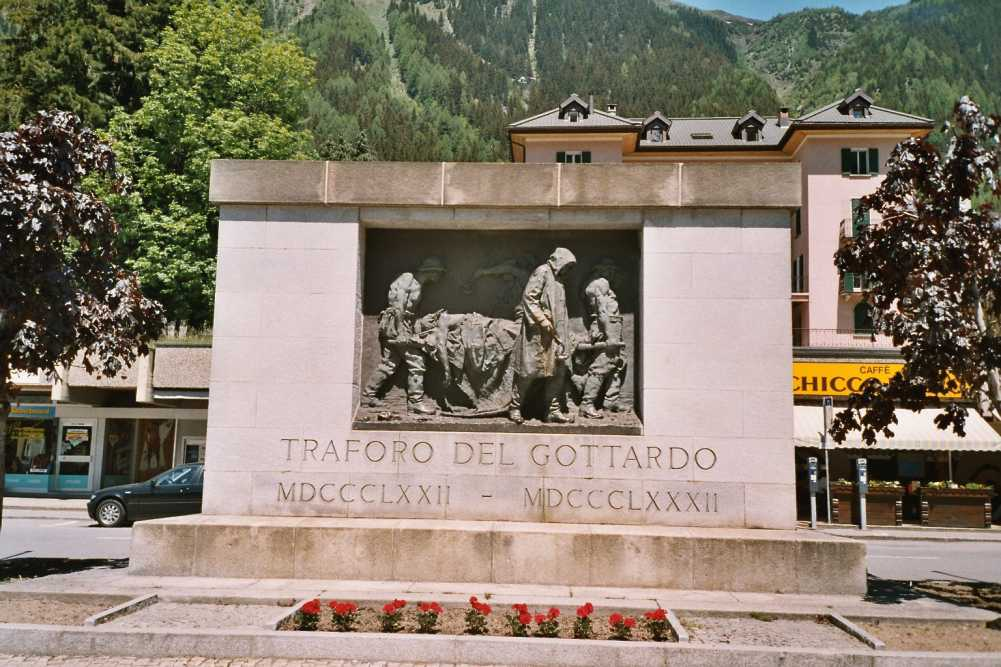
نصب تذكاري للعمال - معظمهم من الإيطاليين - الذين لقوا حتفهم في سويسرا أثناء بناء نفق غوتهارد

حدثت الهجرة الإيطالية إلى فرنسا، في دورات هجرة مختلفة منذ نهاية القرن التاسع عشر حتى يومنا هذا. بالإضافة إلى ذلك، انتقلت كورسيكا من سيادة جمهورية جنوة إلى سيادة فرنسا في عام 1770، وانتقل كل من محيط نيس وسافوي من سيادة مملكة سردينيا إلى سيادة فرنسا في عام 1860. في البداية، قدمت الهجرة الإيطالية إلى فرنسا الحديثة (من أواخر القرن 18 إلى القرن 20) في الغالب من شمال إيطاليا (بيدمونت، فينيتو)، ثم من وسط إيطاليا (ماركي، أومبريا)، ومعظمهم إلى المنطقة الجنوبية الشرقية المتاخمة لمنطقة بروفنس. لم تحدث هجرة أعداد كبيرة من المهاجرين من جنوب إيطاليا إلى فرنسا حتى بعد الحرب العالمية الثانية، حيث استقروا عادة في المناطق الصناعية في فرنسا مثل لورين، باريس وليون. اليوم، تشير التقديرات إلى أن ما يصل إلى 5,000,000 مواطن فرنسي من أصول إيطالية تعود إلى ثلاثة أجيال.
في سويسرا، وصل المهاجرون الإيطاليون إلى البلاد ابتداء من أواخر القرن 19، وعاد معظمهم في نهاية المطاف إلى إيطاليا بعد صعود الفاشية الايطالية (وينبغي عدم الخلط بينهم وبين السكان الأصليين ممن يتحدثون الإيطالية في كانتون تيسينو وكانتون غراوبوندن). هاجر الزعيم الفاشي المستقبلي بينيتو موسوليني إلى سويسرا عام 1902، ليُرَحل بعد انخراطه في الحركة الاشتراكية. بدأت موجة هجرة جديدة بعد عام 1945، بفضل قوانين الهجرة المتساهلة السارية آنذاك.

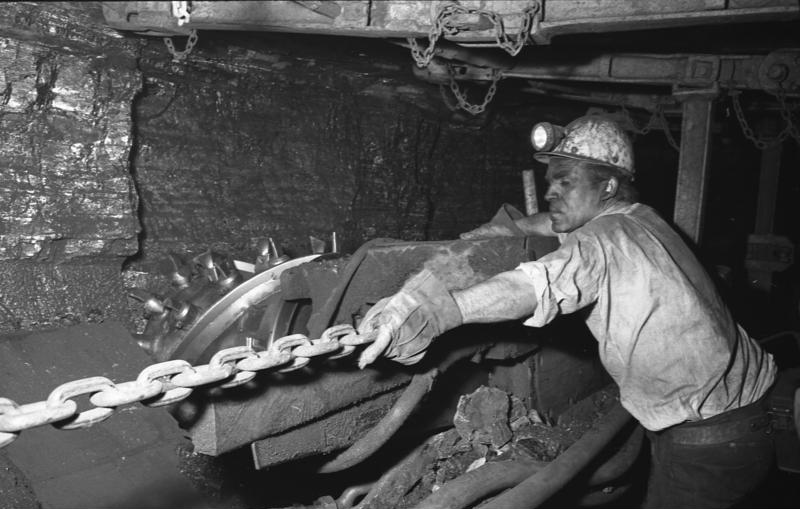
عامل إيطالي في انفجار لغم قرب دويسبورغ، في ألمانيا، في عام 1962

لدى المدن الإنجليزية بيدفورد وهوديستون عدد كبير من السكان ذوي الأصل الإيطالي. جاء عدد كبير من الإيطاليين إلى بيدفورد في الخمسينيات من القرن العشرين بسبب افتقار شركة لندن بريك إلى العمال في أعقاب طفرة إعادة الإعمار التي أعقبت الحرب العالمية الثانية. نتيجة لذلك، يوجد في بيدفورد أكبر تجمع للعائلات الإيطالية في المملكة المتحدة، وثالث أكبر عدد من المهاجرين الإيطاليين بشكل عام إذ ان حوالي خمس إجمالي سكانها من أصل إيطالي. في هوديسدون، هاجر العديد من الإيطاليين، ومعظمهم من صقلية، إلى هناك وعبر وادي ليا في الخمسينيات من القرن الماضي بسبب فرص العمل في مشاتل الحدائق المحلية. وجُذِبو إلى المنطقة بسبب المناظر الطبيعية الزراعية الغنية والأجور الأفضل مقارنة بالعودة إلى الوطن. اليوم، للمجتمع الإيطالي في المدينة تأثير كبير لدرجة انتخاب عضو مجلس للمنطقة من أصل إيطالي، وهو كارميلو نيكاسترو.
في تسعينيات القرن التاسع عشر، تحولت ألمانيا من بلد للهجرة إلى بلد المهجر. بدءا من هذه الفترة توسعت تدفقات الهجرة من إيطاليا (القادمة في معظمها من فريولي، لومبارديا، فينيتو، وإميليا-رومانيا)، ومعها زيادة التناسق العددي للمجتمعات الإيطالية. في الواقع، ارتفع العدد من 4,000 إيطالي في عام 1871 إلى أكثر من 120,000 مسجل في عام 1910. استؤنفت الهجرة الإيطالية إلى ألمانيا بعد صعود النازية إلى السلطة في عام 1933. ولكن هذه المرة، لم تكن هجرة طوعية، بل تجنيدًا إجباريًا للعمال الإيطاليين، بناء على اتفاق ينص في عام 1937 بين أدولف هتلر وبينيتو موسوليني لإيجاد عمالة رخيصة للمصانع الألمانية مقابل توريد الفحم لإيطاليا. في 20 ديسمبر 1955، وُقِعت اتفاقية ثنائية بين إيطاليا وألمانيا الغربية لتوظيف وتوطين العمالة الإيطالية في الشركات الألمانية. منذ ذلك التاريخ، كان هناك ازدهار في تدفقات الهجرة نحو ألمانيا الغربية، والتي كانت أكثر وضوحًا من تلك التي حدثت بين نهاية القرن التاسع عشر وبداية القرن العشرين. تشير التقديرات إلى أنه في الفترة من 1956 إلى 1976، دخل أكثر من 4 ملايين إيطالي إلى ألمانيا الغربية، عاد 3.5 مليون منهم لاحقًا إلى إيطاليا.

### أوقيانوسيا
وصل الإيطاليون إلى أستراليا لأول مرة في العقود التي أعقبت توحيد إيطاليا مباشرة، ولكن كانت الموجة الأكثر أهمية بعد انتهاء الحرب العالمية الثانية في عام 1945، وخاصة من عام 1950 إلى عام 1965. وكان للأستراليين الإيطاليين تأثير كبير على ثقافة أستراليا ومجتمعها واقتصادها. سجل التعداد الأسترالي لعام 2006 أن 199,124 شخصًا ولدوا في إيطاليا، وبأن الأصل الإيطالي هو خامس أصل أكثر شيوعًا في أستراليا، مع وجود 852,418 إيطالي أسترالي. مقارنة بالدول الأخرى، شهد الإيطاليون الأستراليون معدل منخفض من عودة الهجرة إلى إيطاليا، وربما يرتبط ذلك بالمسافة بين البلدين. في عام 2016، اعتبر حوالي مليون أسترالي بأن له أصلا إيطاليا.

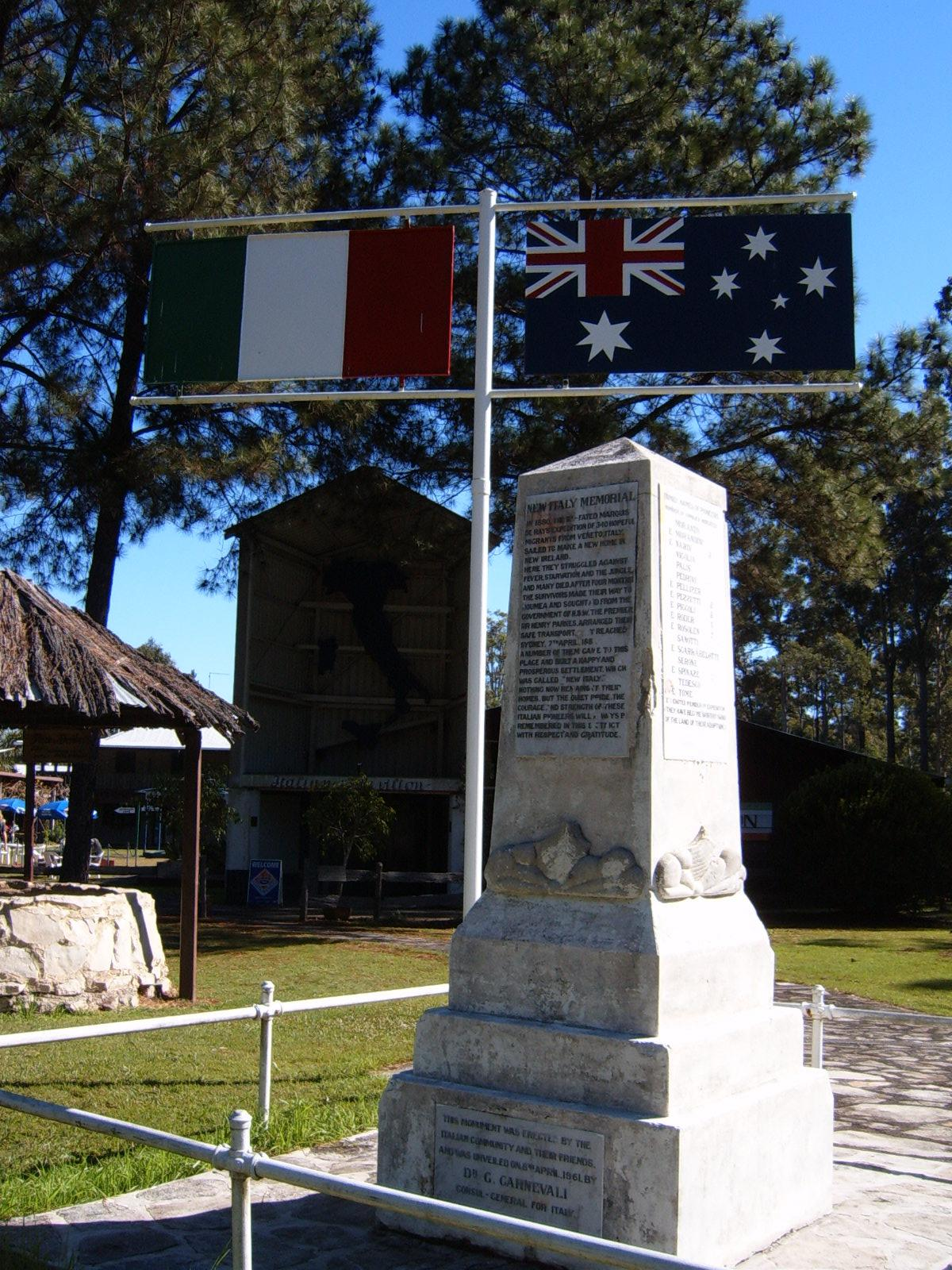
نصب تذكاري مخصص لأول المستوطنين الإيطاليين الذين أسسوا نيو إيتالي، إحدى ضواحي وودبرن ، نيو ساوث ويلز، في أستراليا

على عكس أستراليا، لم تستقبل نيوزيلندا الكثير من الهجرة من إيطاليا. هاجر عدة مئات منهم ، معظمهم من الصيادين، في أواخر تسعينيات القرن التاسع عشر. في عام 2011، اعتبر 3500 من النيوزيلنديين بأن له أصلا إيطاليا.

## إحصائيات

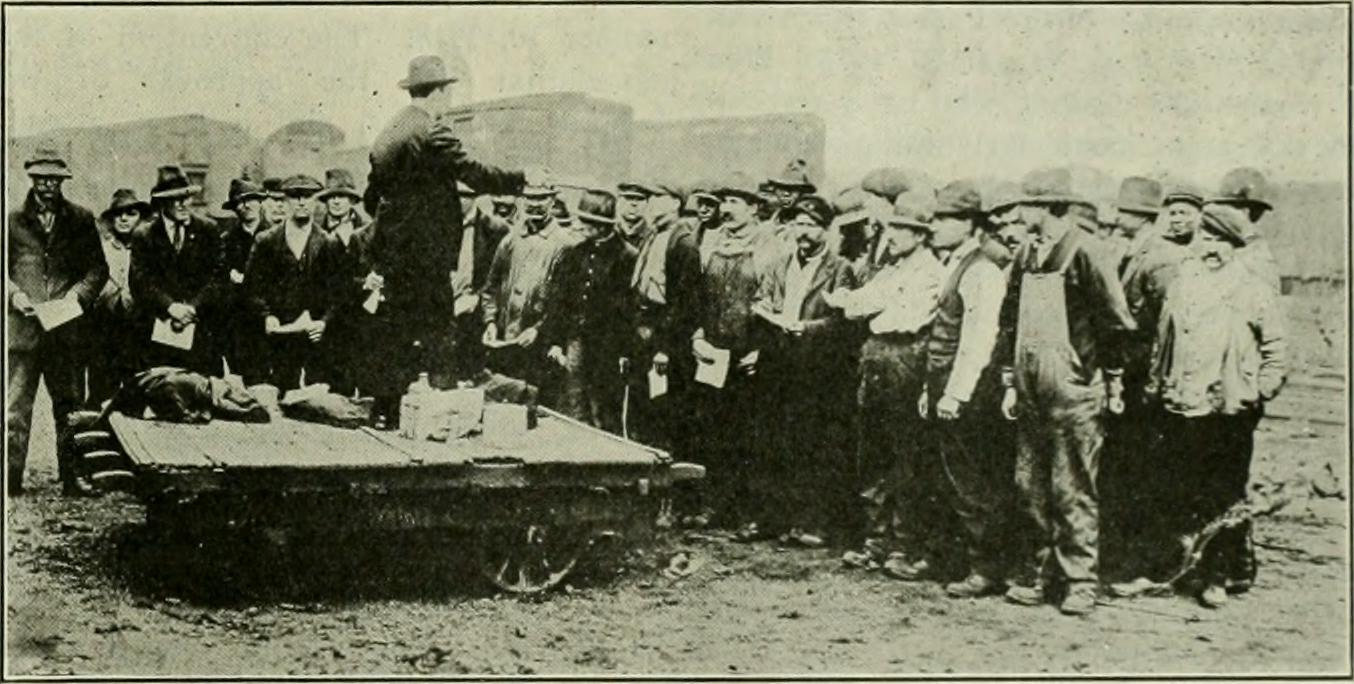
مهاجرون إيطاليون يعملون في بناء سكة حديد في الولايات المتحدة (1918)

بعد عام 1890، كانت المساهمة الإيطالية في تدفق الهجرة إلى العالم الجديد كبيرة. بحلول عام 1870، كان عدد سكان إيطاليا حوالي 25,000,000 نسمة (مقارنة ب40,000,000 في ألمانيا و 30,000,000 في المملكة المتحدة).
ادعى الإحصاء الأولي الذي ٱجْرِي في عام 1861، بعد ضم الجنو ، أن هناك 100,000 إيطالي يعيشون في الخارج. لم تبدأ المديرية العامة للإحصاء في تجميع إحصاءات الهجرة الرسمية حتى عام 1876. تظهر الأرقام الدقيقة للعقود ما بين عام 1870 والحرب العالمية الأولى كيف زادت الهجرة بشكل كبير خلال تلك الفترة:
المهاجرون الإيطاليون لكل 1000 من السكان:
- 1870-1879: 4.29
- 1880-1889: 6.09
- 1890-1899: 8.65
- 1900-1913: 17.97

كانت ذروة الهجرة الإيطالية في عام 1913، حين غادر إيطاليا 872,598 شخصًا.
من خلال استقراء 25.000.000 من سكان إيطاليا في وقت التوحيد، ومعدلات المواليد والوفيات الطبيعية، بدون الهجرة، كان من الممكن أن يبلغ عدد السكان حوالي 65,000,000 بحلول عام 1970. وبدلاً من ذلك، بسبب الهجرة في وقت سابق من القرن العشرين، كان هناك 54,000,000 فقط.
أما الوصف العام للظاهرة فهو كالتالي:
| عدد المهاجرين الإيطاليين حسب العقد وبلد المهجر                                                               |           |           |           |                         |           |           |          |            |
| السنوات | فرنسا     | ألمانيا   | سويسرا    | الولايات المتحدة · كندا | الأرجنتين | البرازيل  | أستراليا | بلدان أخرى |
| 1861–1870 | 288,000   | 44,000    | 38,000    | -                       | -         | -         | -        | 91,000     |
| 1871–1880 | 347,000   | 105,000   | 132,000   | 26,000                  | 86,000    | 37,000    | 460      | 265,000    |
| 1881–1890 | 374,000   | 86,000    | 71,000    | 251,000                 | 391,000   | 215,000   | 1,590    | 302,000    |
| 1891–1900 | 259,000   | 230,000   | 189,000   | 520,000                 | 367,000   | 580,000   | 3,440    | 390,000    |
| 1901–1910 | 572,000   | 591,000   | 655,000   | 2,394,000               | 734,000   | 303,000   | 7,540    | 388,000    |
| 1911–1920 | 664,000   | 285,000   | 433,000   | 1,650,000               | 315,000   | 125,000   | 7,480    | 429,000    |
| 1921–1930 | 1,010,000 | 11,490    | 157,000   | 450,000                 | 535,000   | 76,000    | 33,000   | 298,000    |
| 1931–1940 | 741,000   | 7,900     | 258,000   | 170,000                 | 190,000   | 15,000    | 6,950    | 362,000    |
| 1946–1950 | 175,000   | 2,155     | 330,000   | 158,000                 | 278,000   | 45,915    | 87,265   | 219,000    |
| 1951–1960 | 491,000   | 1,140,000 | 1,420,000 | 297,000                 | 24,800    | 22,200    | 163,000  | 381,000    |
| 1961–1970 | 898,000   | 541,000   | 593,000   | 208,000                 | 9,800     | 5,570     | 61,280   | 316,000    |
| 1971–1980 | 492,000   | 310,000   | 243,000   | 61,500                  | 8,310     | 6,380     | 18,980   | 178,000    |
| 1981–1985 | 20,000    | 105,000   | 85,000    | 16, 000                 | 4,000     | 2,200     | 6,000    | 63,000     |
| المهاجرون | 6,322,000 | 3,458,000 | 4,604,000 | 6,201,000               | 2,941,000 | 1,432,000 | 396,000  | 3,682,000  |
| العائدون إلى إيطاليا                                                                                         | 2,972,00  | 1,045,000 | 2,058,000 | 721,000                 | 750,000   | 162,000   | 92,000   | 2,475,000  |
| الباقون في الخارج                                                                                            | 3,350,000 | 2,413,000 | 2,546,000 | 5,480,000               | 2,191,000 | 1,270,000 | 304,000  | 1,207,000  |
| إجمالي المهاجرين: 29,000,000 · إجمالي العائدين إلى إيطاليا: 10,275,000 · إجمالي من بقي في الخارج: 18,725,000 |           |           |           |                         |           |           |          |            |

قدمت الاستفتاءات الدستورية الإيطالية 2016 بيانات عن عدد من المواطنين الإيطاليين المسجلين الذين يعيشون خارج إيطاليا حسب البلد. يوجد أعلى رقم في الأرجنتين، حيث بلغ عدد الإيطاليين المسجلين 673,238 في عام 2016، تليها ألمانيا ب581,433، وسويسرا ب482,539، وفرنسا ب329,202، والبرازيل ب325,555، والمملكة المتحدة ب232,932، وبلجيكا ب225,801، والولايات المتحدة بـ218,407، وكندا ب122,262، وأستراليا ب120,791، وإسبانيا ب118,879.

## أحفاد المهاجرين الإيطاليين

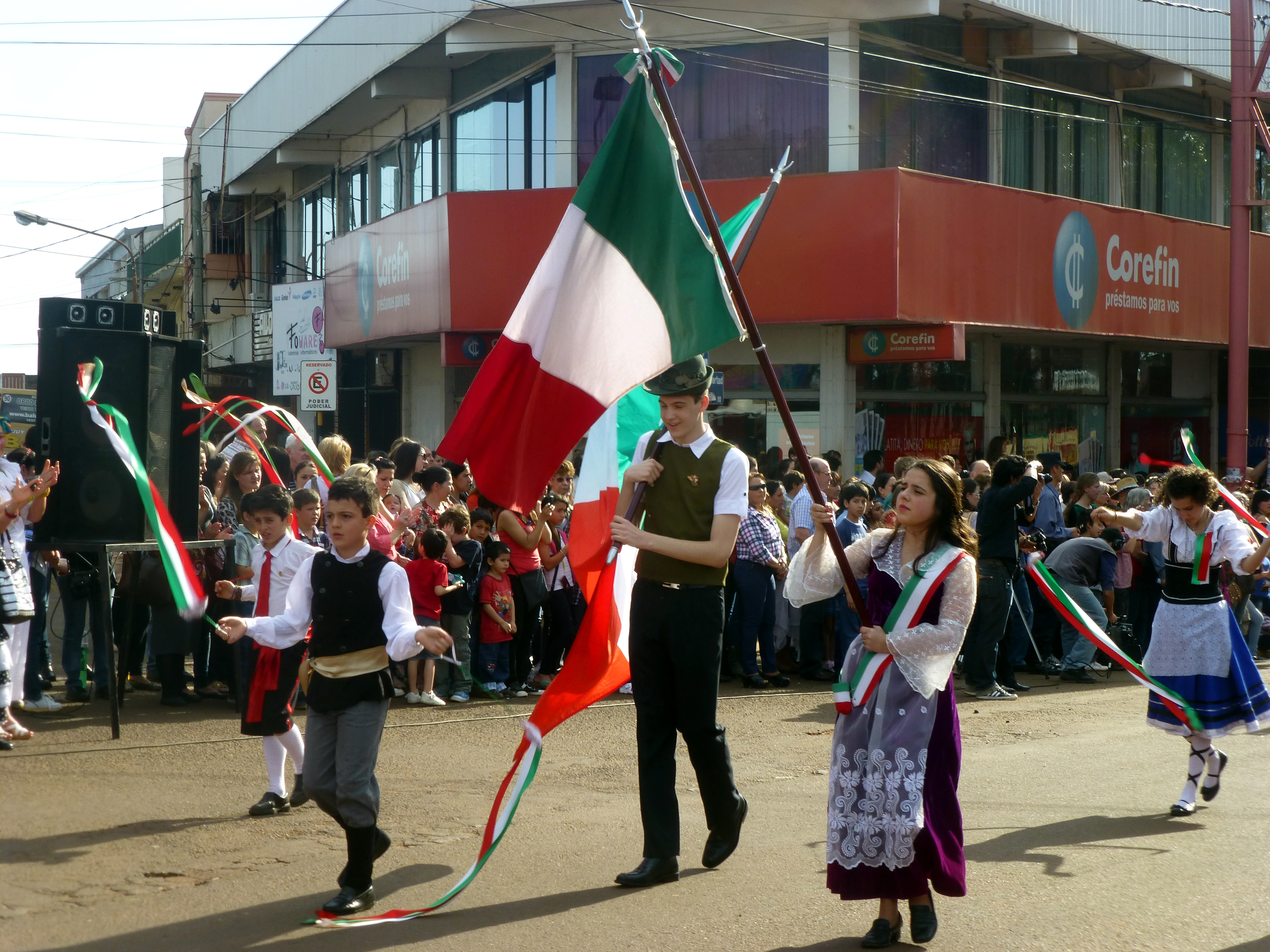
الأرجنتينيون الإيطاليون يلوحون بعلم إيطاليا خلال موكب العرض الافتتاحي لمهرجان المهاجرين الرابع والثلاثين

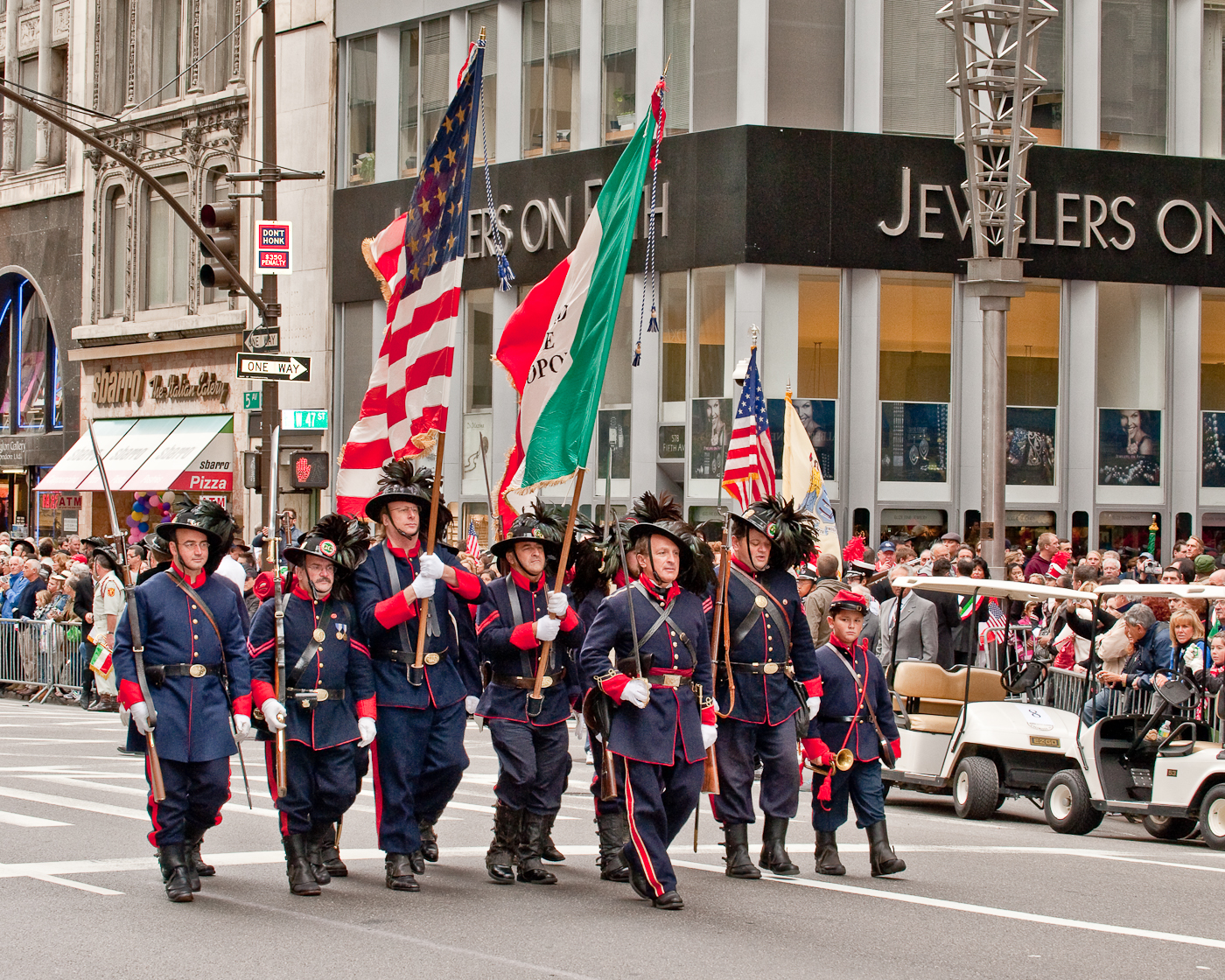
موكب يوم كولمبوس في مدينة نيويورك

في القرنين التاسع عشر والعشرين، غادر ما يقرب من 30 مليون إيطالي إيطاليا إلى الأمريكتين وأستراليا وأوروبا الغربية كوجهات رئيسية لهم. وتشير التقديرات إلى أن عدد أحفادهم يبلغ حوالي 80 مليون في جميع أنحاء العالم، ويطلق علبهم اسم «أوريوندي» (بالإيطالية: Oriundi). وينتشرون في بلدان مختلفة حول العالم مع وجود أكثرهم عددًا في البرازيل والأرجنتين والولايات المتحدة. بالنظر إلى أن الأوريوندي يمكن أن يكون له حتى سلف بعيد ولد في إيطاليا، فإن غالبية الأوريوندي لديهم لقب إيطالي فقط (وغالبًا ما لا يكون لديهم ذلك) ولكن ليس لديهم الجنسية الإيطالية. في العديد من البلدان، لا سيما في أمريكا الجنوبية، تكون التقديرات تقريبية للغاية نظرًا لعدم وجود نوع من التعداد السكاني لأصول الفرد (كما هو الحال في الولايات المتحدة أو كندا).
يشكل الأوريوندي الإيطاليون عددًا كبيرًا من السكان بنسب واضحة جدًا. فقط في الأرجنتين، أين يوجد وفقًا لتقدير عشرات الملايين من الأوريوندي الإيطاليين. ولا تقل مجتمعات الاوريوندي في الولايات المتحدة الأمريكية والبرازيل، والوجهات الرئيسية الأخرى لتدفق الهجرة سالف الذكر في مطلع القرن العشرين. في العديد من البلدان الأوروبية الأخرى، يوجد توزيع للجاليات الإيطالية على نطاق واسع، ولكن جعل سقوط العديد من الحواجز الوطنية في منطقة شنغن على الأقل مشكلة العلاقات مع الوطن الأم أقل صرامة. أثرا مفاهيم التعددية العرقية والتجنيس في كرة القدم على العالم بأسره، لدرجة أنه في كأس العالم 2014 - في تشكيلات 32 منتخباً وطنياً مشاركاً - كان هناك 83 أوريوندي إيطالي.
في إيطاليا، الدولة التي تطورت فيها ظاهرة الهجرة إلى الخارج (خاصة بين القرنين التاسع عشر والعشرين) بنسب هائلة، يحظى انتعاش العلاقة مع المجتمعات ذات الأصل الإيطالي التي تشكلت في العالم باهتمام متزايد. بدأ سن اللوائح، لا سيما في المناطق الإقليمية، التي تقدم المساعدة لأولئك الذين ولدوا في إيطاليا والمغتربين، ولكن أيضًا لأحفادهم (على وجه التحديد الأوريوندي)، بحيث يمكن ربط الهوية الثقافية. مثال على ذلك هو قانون منطقة فينيتو رقم 2 الصادر في 9 يناير 2003، حيث رُتِبت إجراءات مختلفة لصالح المهاجر، والزوج الباقي على قيد الحياة والأحفاد حتى الجيل الثالث، من أجل «ضمان الحفاظ على هوية فينيتو وتحسين المعرفة بثقافة المنشأ».
تستخدم كلمة أوريوندو (بالإيطالية: oriundo) على نطاق واسع للإشارة إلى الرياضي، خصوصا للاعب من أصل إيطالي في كل من كرة القدم، كرة الرغبي، كرة الصالات، هوكي الجليد، هوكي الدحرجة، وكرة السلة، تمت تسويته في تشريعات الألعاب الرياضية لمواطني شبه الجزيرة الإيطالية، وبالتالي ٱعتُرِف بكونه جزءا من الفريق الوطني الإيطالي؛ هذه هي حالة لاعبي كرة القدم أنفيلوجينو غواريزي وأتيليو ديماريا ولويس مونتي وإنريكو غوايتا ورايموندو أورسي مع منتخب إيطاليا لكرة القدم في كأس العالم 1934، ميتشيلي أندريولو بطل العالم في كأس العالم 1938، ماورو كامورانيزي، بطل العالم في كأس العالم 2006، جورجينيو وإيمرسون بالميري، بطلي أوروبا في بطولة أمم أوروبا 2020، وعدد من لاعبي كرة القدم آخرين من عقد 1930 إلى اليوم.
يعتبر يوم كولمبوس واحدا من أكثر الأحداث التي يحتفل بها الإيطاليون الأوريونديون في الولايات المتحدة. يُحْتَفل بالحدث في العديد من البلدان لإحياء ذكرى يوم وصول كريستوفر كولومبوس، المستكشف والملاح الإيطالي المولود في جنوة، إلى العالم الجديد في 12 أكتوبر 1492. احتفل الإيطاليون بيوم كولومبوس لأول مرة في سان فرانسيسكو عام 1869، تلاه ذلك العديد من الاحتفالات المتعلقة بإيطاليا التي أقيمت في مدينة نيويورك.
| الدولة           | تعداد السكان                           | المجتمع                | ملاحظات         |
| ---------------- | -------------------------------------- | ---------------------- | --------------- |
| البرازيل         | 32٬000٬000 (حوالي 15% من تعداد السكان) | البرازيليون الإيطاليون | [ 102 ] [ 103 ] |
| الأرجنتين        | 19٬700٬000 (حوالي 47% من تعداد السكان) | الأرجنتنيون الإيطاليون | [ 99 ] [ 104 ]  |
| الولايات المتحدة | 17٬000٬000 (حوالي 5% من تعداد السكان)  | أمريكيون إيطاليون      | [ 105 ]         |
| فنزويلا          | 5٬000٬000 (حوالي 6% من تعداد السكان)   | فنزويليون إيطاليون     | [ 85 ]          |
| فرنسا            | 4٬000٬000 (حوالي 6% من تعداد السكان)   | فرنسيون إيطاليون       | [ 99 ] [ 106 ]  |
| كولومبيا         | 2٬000٬000 (حوالي 4% من تعداد السكان)   | كولومبيون إيطاليون     | [ 107 ]         |
| كندا             | 1٬600٬000 (حوالي 4% من تعداد السكان)   | كنديون إيطاليون        | [ 108 ]         |
| بيرو             | 1٬400٬000 (حوالي 3% من تعداد السكان)   | بيروفيون إيطاليون      | [ 109 ]         |
| الأوروغواي       | 1٬200٬000 (حوالي 35% من تعداد السكان)  | أوروغوايون إيطاليون    | [ 64 ] [ 99 ]   |
| أستراليا         | 1٬000٬000 (حوالي 4% من تعداد السكان)   | أستراايون إيطاليون     | [ 110 ]         |
| المكسيك          | 850٬000 (حوالي 1% من تعداد السكان)     | مكسيكيون إيطاليون      | [ 111 ]         |
| ألمانيا          | 700٬000 (حوالي 1% من تعداد السكان)     | ألمان إيطاليون         | [ 112 ]         |
| سويسرا           | 530٬000 (حوالي 7% من تعداد السكان)     | سويسريون إيطاليون      | [ 112 ]         |
| المملكة المتحدة  | 500٬000 (حوالي 1% من تعداد السكان)     | بريطانيون إيطاليون     | [ 111 ]         |
| بلجيكا           | 290٬000 (حوالي 2.6% من تعداد السكان)   | بلجيكيون إيطاليون      | [ 113 ]         |
| تشيلي            | 150٬000 (حوالي 1% من تعداد السكان)     | تشيليون إيطاليون       | [ 114 ]         |
| باراغواي         | 100٬000 (حوالي 1.4% من تعداد السكان)   | باراغوايون إيطاليون    | [ 111 ]         |

## الهجرات الداخلية

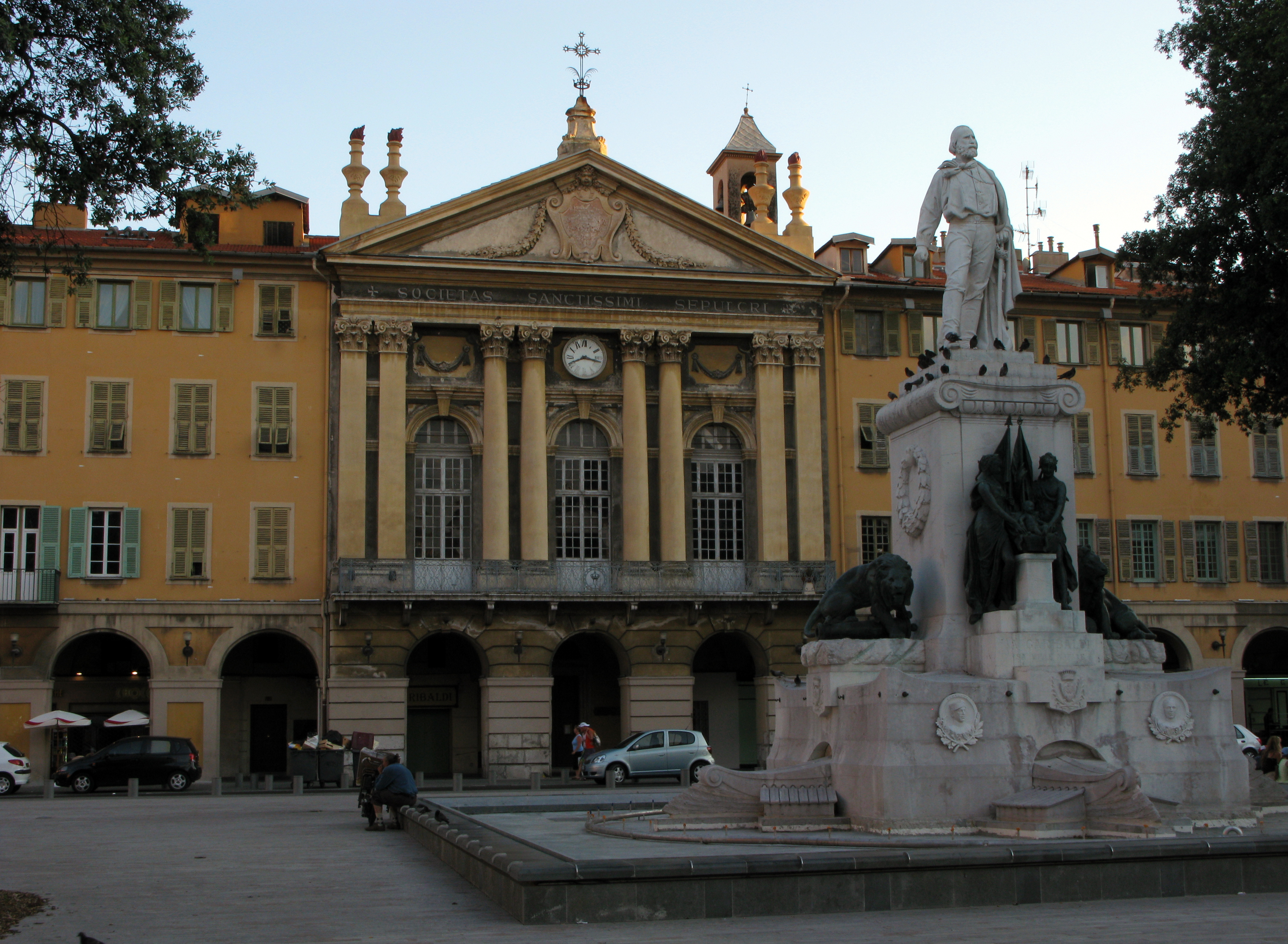
نصب تذكاري لجوزيبي غاريبالدي في ساحة متجانسة اللفظ في نيس، فرنسا

شهدت إيطاليا أيضًا هجرات داخلية كبيرة داخل الحدود الجغرافية الإيطالية. أقدم هجرة كانت هجرة المتحدثين الإيطاليين من فرنسا إلى إيطاليا. انتقلت كورسيكا من سيادة جمهورية جنوة إلى سيادة فرنسا في عام 1770، وانتقل كل من محيط نيس وسافوي من سيادة مملكة بييدموت سردينيا إلى سيادة فرنسا في عام 1860. حدث فرنسة في كلتا الحالتين وتسبب في اختفاء شبه كامل للغة الإيطالية حيث هاجر العديد من المتحدثين الإيطاليين في هذه المناطق إلى إيطاليا. بالنسبة إلى نيس، تُعرف ظاهرة الهجرة نحو إيطاليا باسم «نزوح نيسارد».
حدثت هجرة داخلية مهمة أخرى بين النصف الثاني من القرن التاسع عشر والنصف الأول من القرن العشرين. وكانت هذه واحدة شملت نقل المهاجرين الموسميين من الأراضي «الوحدوية»، التي لم تُضَم حينها بعد إلى البلد الأم (ترينتينو ألتو أديجي وفينيتسيا جوليا)، إلى الأماكن القريبة من مملكة إيطاليا. عمل الرجال عمومًا كعمال مطاحن (بالإيطالية: moléti) ومجازر الخنازير؛ وعملت النساء في المدن أو في خدمة العائلات الثرية. كانت هذه الهجرة عادة موسمية (خاصة للرجال) وتميزت بفترة الشتاء التي لم يتمكن الفلاحون خلالها من العمل في الأرض. تمت دراسة سياق الهجرة هذا في نهاية القرن التاسع عشر من قبل الكاهن الترينتينو والجيوديكي الدون لورينزو غيتي، مؤسس تعاونية ترينتينو، الذي كتب في إحدى مقالاته، «إذا لم تكن هناك إيطاليا، فسيتعين علينا نحن الجيوديكيين الموت من الجوع».
خلال الحقبة الفاشية من عشرينيات وأربعينيات القرن العشرين، حدثت هجرة داخلية محدودة. ومع ذلك، عارض النظام الفاشي بقيادة بينيتو موسوليني حركات الهجرة هذه، لدرجة أنه قام بإجراءات تشريعية أعاقت هذه الحركات ولكن لم تستطع أن توقفها. مثال على ذلك قانون عام 1939 الذي سمح بالنقل إلى بلدية إيطالية أخرى فقط إذا كان المهاجر يحمل عقد عمل من شركة مقرها في بلدية الوجهة. في ذلك الوقت، تضمنت تدفقات الهجرة الداخلية أيضًا عمليات نقل من الريف إلى المدن، وهي حركات عُرٍفَت على أنها «تنقل» داخلي بدلاً من «هجرة» تحدث بين منطقة إيطالية إلى أخرى.
بعد هزيمة إيطاليا في الحرب العالمية الثانية ومعاهدة السلام مع إيطاليا لعام 1947، احتل جيش التحرير الشعبي ليوغوسلافيا بقيادة المارشال جوزيب بروز تيتو بعض أراضي مملكة إيطاليا وضُمَت إلى يوغوسلافيا لاحقًا. هذه الأراضي هي إستريا، كفارنير ومعظم فينيتسيا جوليا، مع مدن بولا، فيومي، وزادار، من سيادة إيطاليا إلى سيادة يوغوسلافيا، مما تسبب في الهجرة الجماعية الإسترية الدالماسية، والذي قاد إلى هجرة بين 230,000 و 350,000 من المحليين ذوي العرق الايطاليين (الاستري الايطاليين والدلماسية الإيطاليين)، نحو إيطاليا، وبأعداد أقل، نحو الأمريكتين وأستراليا. في هذا السياق، كان هناك أيضًا نزوح جماعي من أحواض بناء السفن في مونفلكوني حيث هاجر حوالي 2000 عامل من فريولي فينيتسيا جوليا بين عامي 1946 و 1948 إلى يوغوسلافيا لتقديم مهاراتهم المهنية في أحواض بناء السفن في فيومي وبولا.

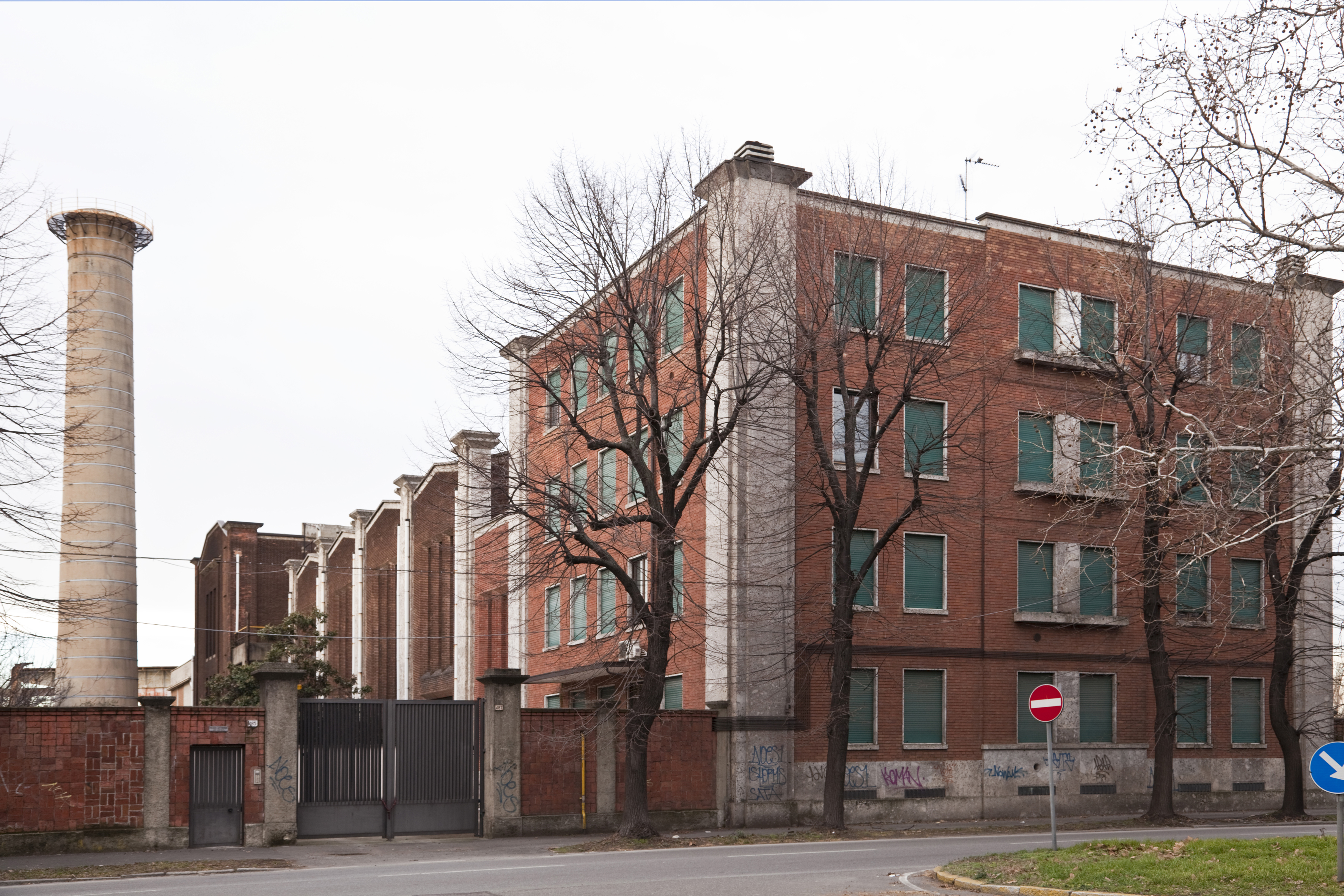
منظر لأحد مصانع فالك للصلب في مدينة سيستو سان جيوفاني في لومبارديا

مع سقوط النظام الفاشي في إيطاليا عام 1943، ونهاية الحرب العالمية الثانية عام 1945، بدأ تدفق هجرة داخلي كبير بين المناطق الإيطالية. استمرت هذه الهجرة الداخلية وزادت باستمرار من خلال النمو الاقتصادي الذي شهدته إيطاليا بين الخمسينيات والستينيات. وبالنظر إلى أن هذا النمو الاقتصادي شمل في معظمه شمال غرب إيطاليا، والتي شاركت في ولادة العديد من الأنشطة الصناعية، أثرت ظواهر الهجرة على الفلاحين من تريفينتو وجنوب إيطاليا، الذين بدأو في الهجرة بأعداد كبيرة. كما تأثرت مناطق أخرى من شمال إيطاليا بالهجرة مثل المناطق الريفية في مانتوفا وكريمونا. وكانت وجهات من هؤلاء المهاجرين أساسا ميلانو، تورينو، فاريزي، كومو، ليكو وبريانزا. بدأ سكان الريف في المناطق المذكورة أعلاه في الهجرة إلى المراكز الصناعية الكبيرة في الشمال الغربي، وخاصة في ما يسمى بـ "المثلث الصناعي، أو المنطقة المقابلة للمضلع ثلاثي الأضلاع ذي الرؤوس في مدن تورينو وميلانو وجنوة. حتى بعض المدن في وسط وجنوب إيطاليا شهدت تدفقًا واضحًا للهجرة (مثل روما، التي كانت موضوع الهجرة بسبب التوظيف في القطاعين الإداري والجامعي). كانت حركات الهجرة هذه مصحوبة بتدفقات أخرى أقل كثافة، مثل عمليات النقل من الريف إلى المدن الصغيرة والسفر من المناطق الجبلية إلى السهول.
كانت الأسباب الرئيسية التي أدت إلى هذا التدفق الهائل للمهاجرين مرتبطة بالظروف المعيشية في الأماكن الأصلية للمهاجرين (والتي كانت قاسية جدًا)، وغياب العمل المستقر، ومعدل الفقر المرتفع، ضعف الخصوبة في العديد من المناطق الزراعية، وتفتت ممتلكات الأراضي، التي ميزت جنوب إيطاليا قبل كل شيء، وانعدام الأمن الذي تسببه الجريمة المنظمة. يضاف إلى ذلك الفجوة الاقتصادية بين شمال وجنوب إيطاليا، والتي اتسعت خلال فترة الازدهار الاقتصادي. كان هذا حافزًا إضافيًا للإيطاليين الجنوبيين للهجرة إلى شمال البلاد. لذلك كانت الأسباب هي نفسها التي دفعت ملايين الإيطاليين للهجرة إلى الخارج.

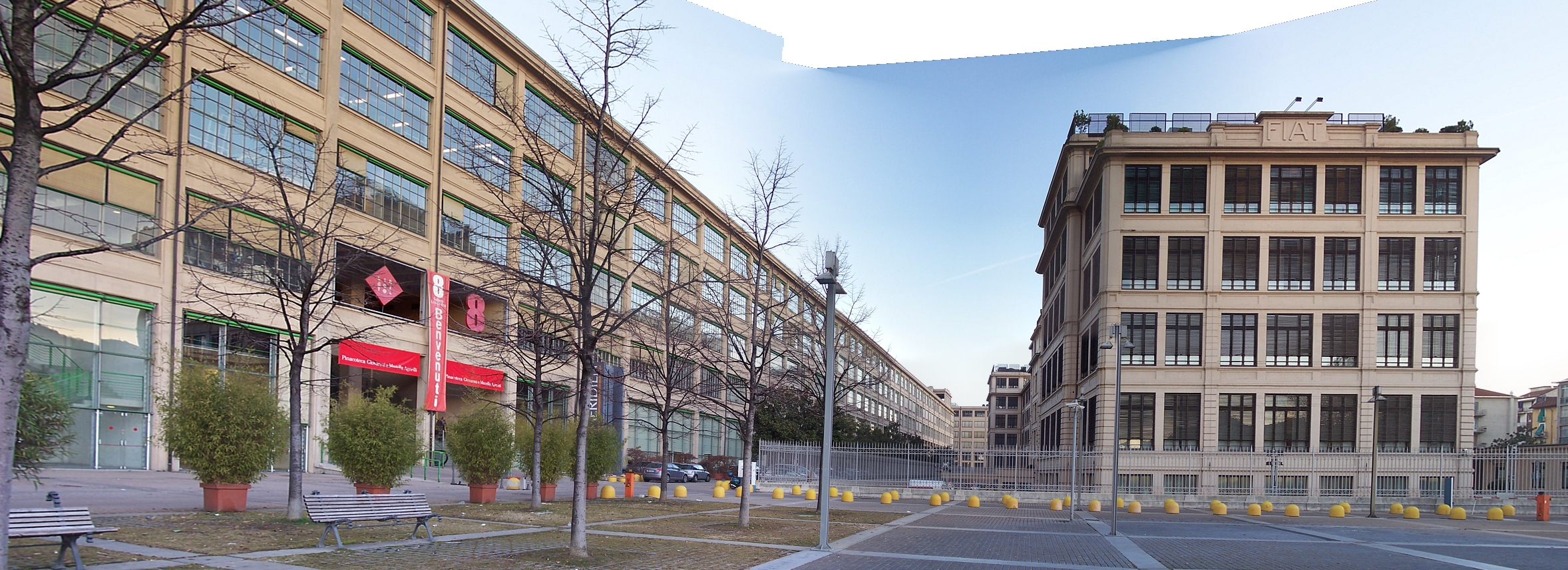
المصنع السابق لشركة فيات في لينغوتو في تورينو

وصلت حركات الهجرة الداخلية إلى ذروتها في منتصف الستينيات، بين عامي 1955 و 1963. في السنوات الخمس من 1958 إلى 1963، انتقل 1.3 مليون شخص من جنوب إيطاليا. تضاعفت عمليات التسجيل في مكاتب تسجيل المدينة في المثلث الصناعي ثلاث مرات، من 69,000 وافد جديد في عام 1958 إلى 183,000 في عام 1963، وإلى 200,000 في عام 1964. وسجلت تورينو التي شهدت ظاهرة هجرة واضحة، 64,745 وافدًا جديدًا في عام 1960، 84,426 في عام 1961 و 79,742 في عام 1962. كان تدفق الهجرة كبيرًا لدرجة أن فيروفي ديلو ستاتو أقامت قافلة خاصة تسمى Treno del Sole (أي: قطار الشمس)، والتي غادرت من باليرمو وصولا إلى تورين بعد أن عبرت شبه الجزيرة الإيطالية بأكملها.
ثم بدأ التراجع البطيء للهجرة، مع تدفقات الهجرة من فينيتو التي توقفت بالفعل في نهاية الستينيات بسبب تحسن الظروف المعيشية في هذه الأماكن. لم تنتهي الهجرات من جنوب إيطاليا، على الرغم من تباطؤها، وزادت نسبتها مقارنة بإجمالي الهجرات الداخلية. إذ مثلت 17% من الإجمالي بين عامي 1952 و 1957، ومثلت 30% من الإجمالي بين 1958 و 1963.
حدثت آخر ذروة للوافدين من جنوب إيطاليا إلى شمالها بين عامي 1968 و 1970. في عام 1969، سُجِل 60,000 وافد إلى تورينو، نصفهم جاءوا من جنوب إيطاليا، بينما وصل 70,000 مهاجر إلى لومباردي في نفس العام. تفاقمت في تورينو ذروة الهجرة هذه بسبب شركة فيات، التي نفذت حملة توظيف ل 15,000 مهاجر من الجنوب. أدت هذه الأرقام إلى ظهور العديد من المشاكل في عاصمة تورينو، وخاصة الإسكان. أدى هذا التدفق المستمر للأشخاص إلى زيادة عدد سكان تورينو من 719,000 نسمة في عام 1951 إلى 1,168,000 في عام 1971. بعد عام 1970 كان هناك تقلص قوي في عدد الوافدين، والذي حدث خلال أزمة النفط 1973 وعاد كثير من المهاجرين إلى مدنهم الأصلية.
بشكل عام، بلغ عدد الإيطاليين الذين انتقلوا من جنوب إيطاليا إلى شمالها 4 ملايين. كما تقلص تدفق الهجرة من الريف إلى المدن الكبرى ثم توقف في الثمانينيات. في الوقت نفسه، زادت حركات الهجرة نحو المدن متوسطة الحجم وتلك المتجهة إلى القرى صغيرة الحجم.
في التسعينيات، استؤنفت تدفقات الهجرة من الجنوب إلى الشمال من البلاد باتساق معين، وإن لم يكن على نفس المستوى في الستينيات. سُجِلَت هذه الظاهرة من قبل «معهد سفيمز» (اختصار ل«جمعية تنمية الصناعة في الجنوب»). تستمر تدفقات المهاجرين في القدوم من مناطق جنوب إيطاليا، مع كون شمال شرق ووسط إيطاليا الوجهات الرئيسية. تعتبر لومبارديا، فينيتو، إميليا رومانيا، توسكانا، وأومبريا المناطق الأكثر نشاطا في استقبال المهاجرين الداخلي.

## فيلموغرافيا

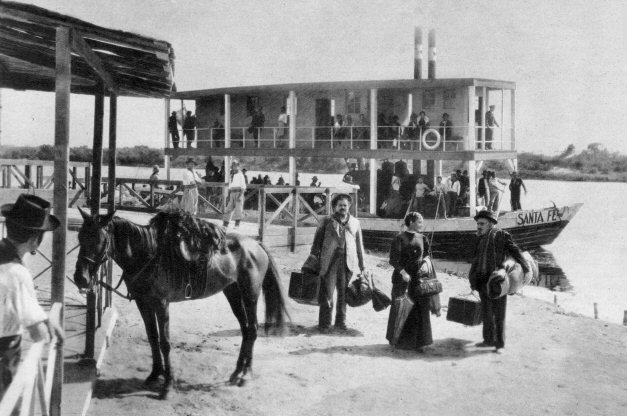
مشهد من فيلم جواز السفر الأحمر (1935)

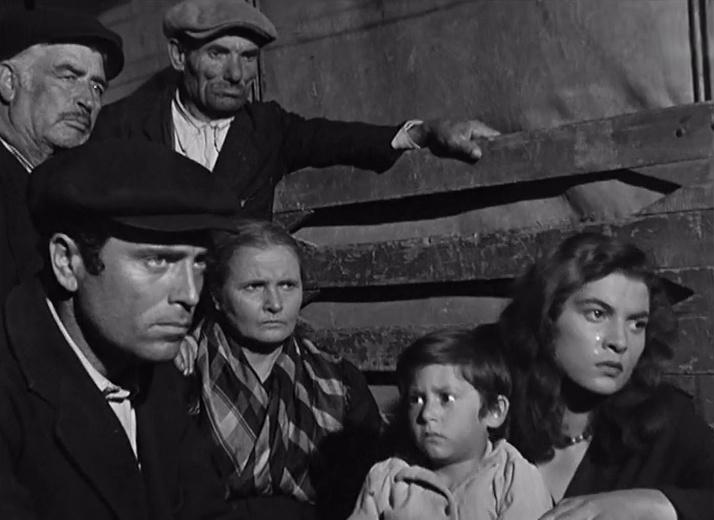
مشهد من فيلم طريق الأمل (1950)

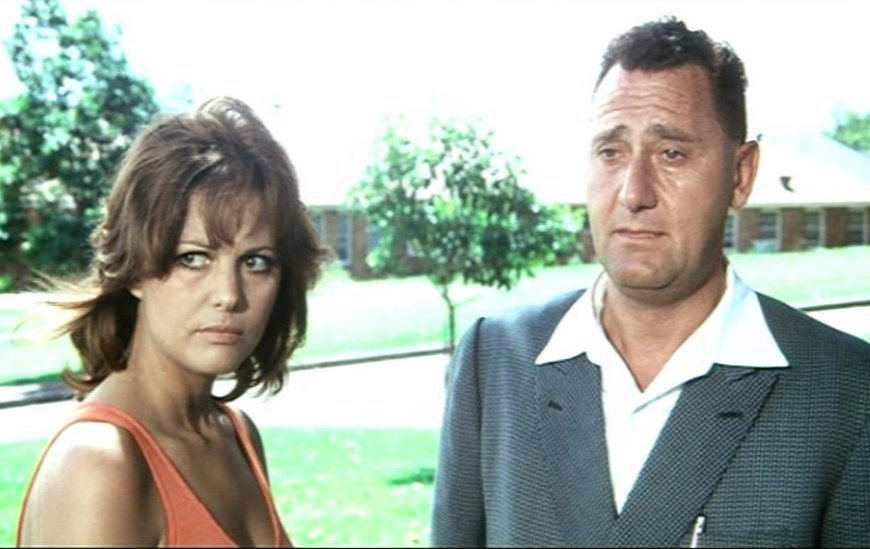
مشهد من فيلم فتاة في أستراليا (1971)

- جواز السفر الأحمر (1935) من إخراج غويدو برينيون وبطولة إيسا ميراندا، فيليبو ستشيلزو وأوغو تشيزيري.
- المهاجرون (1948)، من إخراج ألدو فابريزي وبطولة ألدو فابريزي، أفي نينتشي وناندو برونو.
- طريق الأمل (1950)، من إخراج بييترو جيرمي وبطولة راف فالون، ايلينا فارزي، سارو أورزي وريناتو تيرا.
- نيابوليتان في ميلانو (1953)، من إخراج إدواردو دي فيليبو وبطولة إدواردو دي فيليبو، آنا فيريرو وفرانك لاتيموري.
- ماغلياري (1959)، من إخراج فرانشيسكو روسي وبطولة ألبرتو سوردي، بليندا لي وريناتو سالفاتوري.
- روكو وأخوانه (1960) للمخرج لوتشينو فيسكونتي وبطولة ألان ديلون، ريناتو سالفاتوري آني جيراردو وكلاوديا كاردينالي.
- ايل غاوتشو (1964) للمخرج دينو ريسي وبطولة فيتوريو غاسمان، أميديو نازاري، يورجيلينا أراندا وأمبرتو د'أورسي.
- فتاة في أستراليا (1971) للمخرج لويجي زامبا وبطولة ألبرتو سوردي، كلاوديا كاردينالي، ريكاردو غاروني وكورادو أولمي.
- ساكو وفانزيتي (1971)، من إخراج جوليانو مونتالدو وبطولة جيان ماريا فولونتي، ريكاردو كوتشيولا وسيريل كوزاك.
- العراب (1972) من إخراج فرانسيس فورد كوبولا وبطولة مارلون براندو، آل باتشينو، جيمس كان، ريتشارد إس كاستيلانو، روبرت دوفال، ستيرلينغ هايدن، جون مارلي، ريتشارد كونتي وديان كيتون.
- العراب: الجزء الثاني (1974) للمخرج فرانسيس فورد كوبولا وبطولة آل باتشينو، روبرت دوفال، ديان كيتون، روبرت دي نيرو، تاليا شاير، مورغانا كينغ، جون كازالي، ماريانا هيل، ولي ستراسبرغ.
- الخبز والشوكولاته (1974) من إخراج فرانكو بروساتي وبطولة نينو مانفريدي، جوني دوريلي وآنا كارينا.
- سويسمايكرز (1978)، من إخراج رولف ليسي وبطولة إميل شتاينبرجر ، والو لووند وهيلدا تسيغلر.
- فتاة الصين (1987) من إخراج أبل فيرارا وبطولة جيمس روسو، راسل وونغ وديفيد كاروسو.
- افعل الصواب (1989) من إخراج سبايك لي وبطولة سبايك لي، داني أييلو، أوسي ديفيس، روبي دي، ريتشارد ايدسون، جيانكارلو اسبوزيتو وجون تورتورو.
- أو كواتريلهو (1995) من إخراج فابيو باريتو وبطولة باتريشيا بيلار، غلوريا بيريس وبرونو كامبوس.
- حلاق ريو (1996) من إخراج جيوفاني فيرونيسي وبطولة دييغو أباتانتونو، روكو باباليو ومارجريت مازنتيني.
- الليلة الكبيرة (1996)، من إخراج كامبل سكوت وستانلي توتشي، وبطولة توني شلهوب، ميني درايفر، إيان هولم، إيزابيلا روسيليني وأليسون جاني.
- البحث عن أليبراندي (2000)، من إخراج كيت وودز وبطولة بيا ميراندا، كيك جوري، أنتوني لاباليا، غريتا سكاتشي وايلينا كوتا.
- أزورو (2000)، من إخراج دينيس راباليا وبطولة باولو فيلاجيو، ماري-كريستين بارو وجان-لوك بيدو.
- حب الأخ (2004) من إخراج جان ساردي وبطولة جيوفاني ريبيسي، آدم غارسيا، جو بيتروزي وأميليا وارنر.
- الباب الذهبي (2006) من إخراج إيمانويل كرياليز وبطولة شارلوت غينسبور، فينتشنزو آماتو، فرانشيسكو تشاسيكا وفينسنت شيافيلي.
- حياة هادئة (2010) من إخراج كلاوديو كوبيليني وبطولة توني سيرفيلو، ماركو د'أموري، يوليانا كولر، ماوريتسيو دونادوني وأليس دواير.